# Döbling
Döbling ist der 19. Wiener Gemeindebezirk und liegt im Nordwesten Wiens am Rande des Wienerwaldes. Der Bezirk wurde 1892 aus den ehemaligen Wiener Vororten Unterdöbling, Oberdöbling, Grinzing, Heiligenstadt, Nussdorf, Josefsdorf, Sievering und dem Kahlenbergerdorf gebildet. 1938 wurde der Bezirk um Neustift am Walde und Salmannsdorf, die vorher zum Bezirk Währing gehörten, erweitert. Seither gehört auch ein kleiner Teil von Pötzleinsdorf zu Döbling, der umgangssprachlich Glanzing genannt wird. Heute gilt Döbling mit seinen Wienerwaldvillen ähnlich Währing und Hietzing als Nobelbezirk und verfügt über einen bedeutenden Weinanbau. Durch zahlreiche Gemeindebauten wie den Karl-Marx-Hof oder genossenschaftliche Wohnanlagen ist die Bevölkerungsstruktur jedoch ausgewogener als oftmals angenommen.

## Geographie

### Lage
Döbling liegt im Nordwesten Wiens und umfasst den Abhang des Wienerwaldes zur Donau und zum Donaukanal, die den Bezirk im Osten begrenzen. Die Donau bildet dabei die Grenze zwischen Döbling und dem Bezirk Floridsdorf, der Donaukanal zum Bezirk Brigittenau. An der Gürtelbrücke über den Donaukanal zweigt die Bezirksgrenze schließlich ab und trennt Döbling im Süden entlang des Gürtels vom Bezirk Alsergrund. An der Schrottenbachgasse zweigt die Bezirksgrenze schließlich nach Nordwesten ab und trennt Döbling entlang der Linie Währinger Park-Hasenauerstraße-Peter Jordan Straße-Starkfriedgasse-Sommerhaidenweg vom Bezirk Währing. Die kurze Grenze zum Bezirk Hernals schließt direkt nach Norden an.

### Flächennutzung
32,6 % (im Vergleich zur gesamten Stadt Wien 33,3 %) der Döblinger Bezirksfläche ist Bauland. Zu 85,2 % handelt es sich dabei um Wohnbaugebiete, der Anteil der Betriebsbaugebiete ist mit 2,2 % der Bezirksfläche (Wien 7,6 %) hingegen sehr gering. Mit einem Grünraumanteil von 51,8 % (Wien 48,3 %) ist Döbling der fünftgrünste Wiener Gemeindebezirk. Dabei entfallen 14,9 % der Bezirksfläche auf landwirtschaftlich genutzte Flächen, wobei der Weinbau hier um Grinzing, Nussdorf, Sievering, Neustift am Walde und Salmannsdorf die größte Rolle spielt. Weitere 25,4 % des Bezirks sind bewaldet, hinzu kommen 5,3 % Wiesen, 2,7 % Kleingärten, 2,5 % Parkflächen und 0,9 % Sport- und Freizeitflächen. Die restliche Nutzung des Bezirksgebietes entfällt schließlich mit 11,0 % auf Verkehrsflächen und mit 4,6 % auf Gewässer, wobei der Anteil der Gewässer im Verhältnis zur ganzen Stadt Wien darüber, der Anteil der Verkehrsflächen darunter liegt.

### Berge

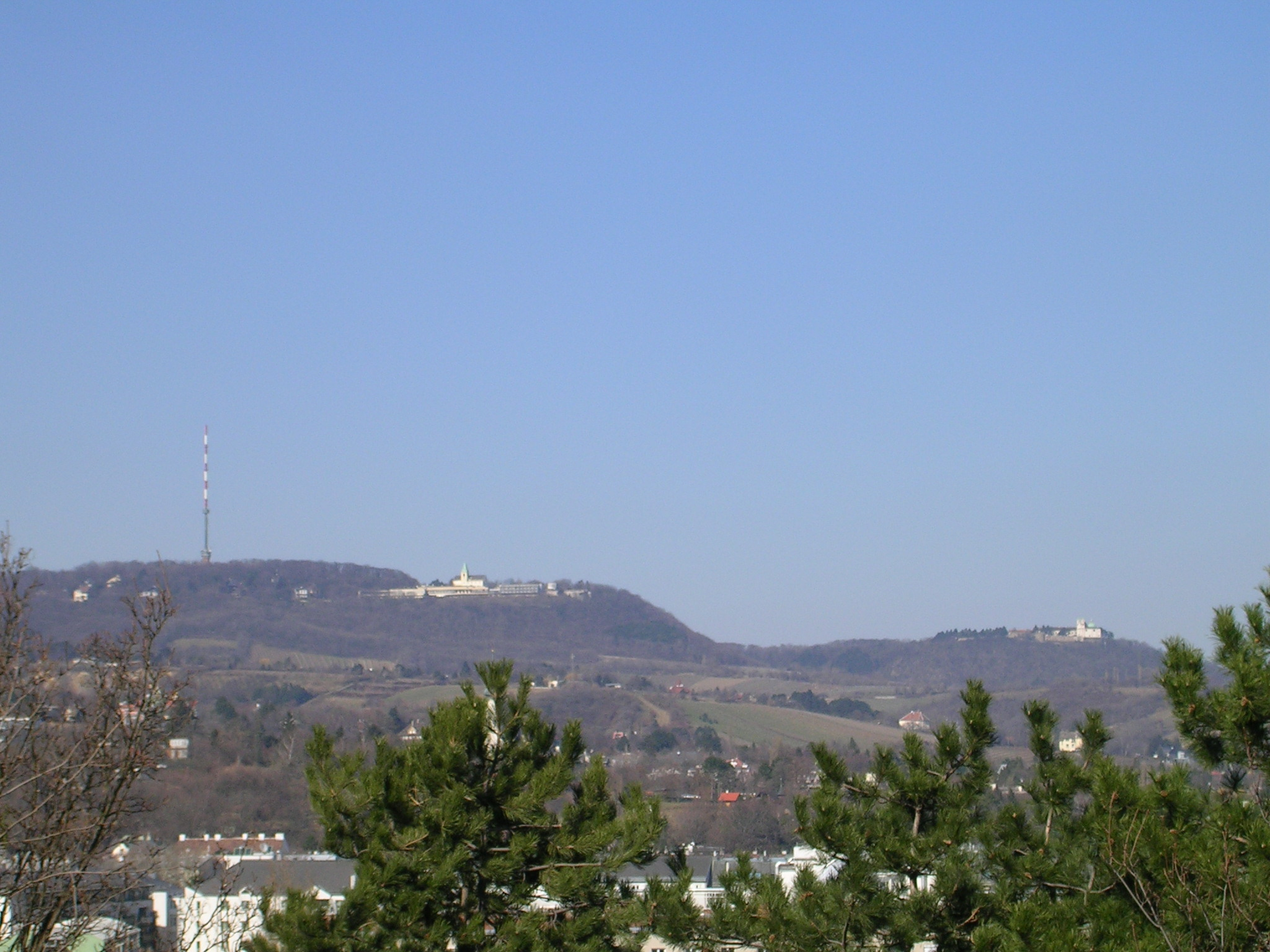
Kahlenberg (links) und Leopoldsberg (rechts)

Durch den großen Anteil am Wienerwald liegen in Döbling zahlreiche laubwaldbedeckte Hausberge Wiens. Sie liegen an der Grenze zu Niederösterreich bzw. den Nachbarbezirken. Höchster Gipfel ist der Hermannskogel (544 m), zu Wahrzeichen Döblings wurden jedoch der Kahlenberg (484 m) und der benachbarte Leopoldsberg (427 m). Weitere Berge in diesem Bereich sind der Reisenberg, Latisberg, Vogelsangberg, Handleinsberg (495 m; seit Herbst 2022 offiziell (wieder)benannt), Dreimarkstein und Nussberg. Daneben gibt es teilweise verbaute Erhebungen in Döbling, wie die Hohe Warte in Heiligenstadt, den Hungerberg in Grinzing und den Hackenberg in Sievering.

### Flüsse

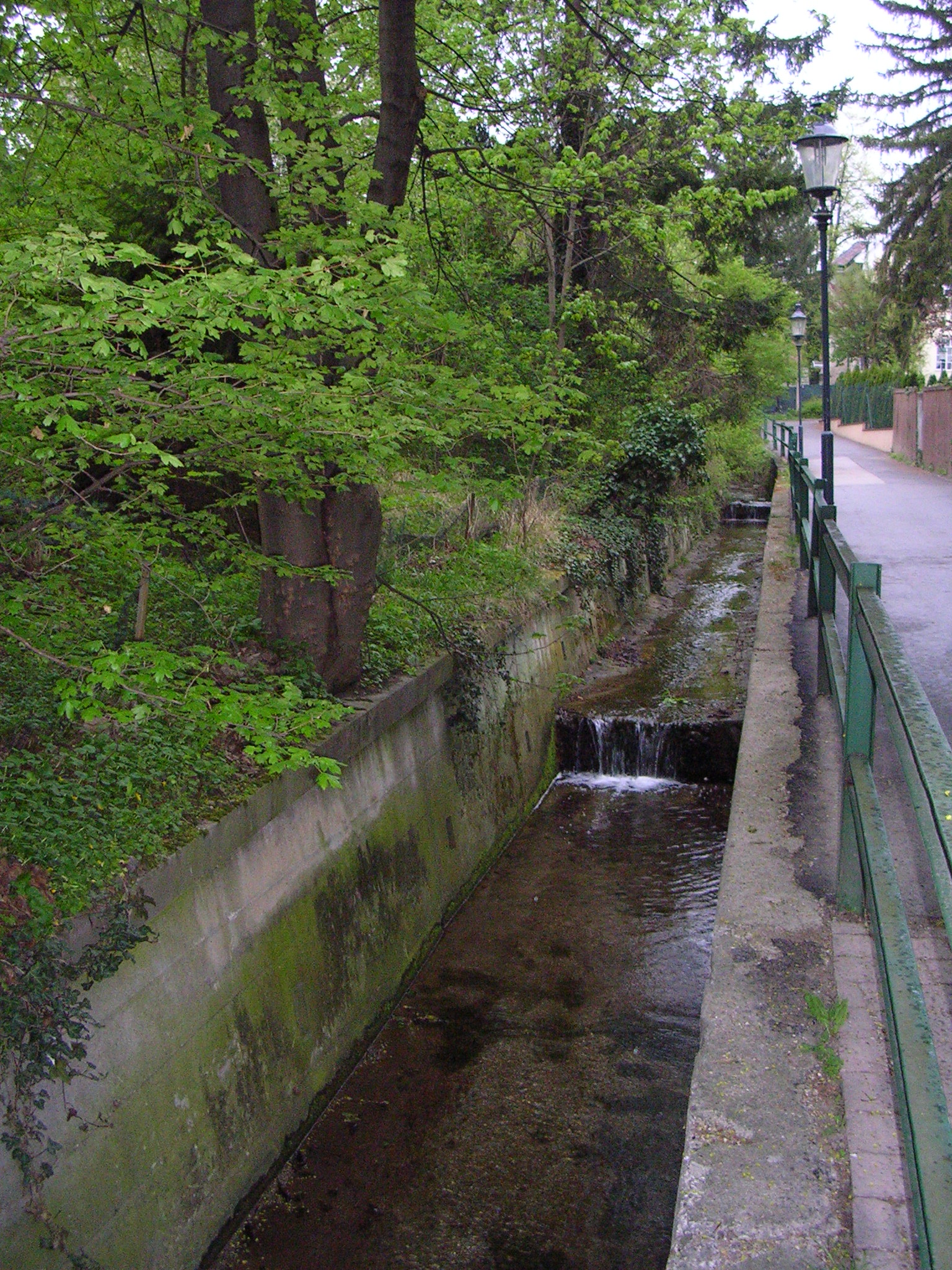
Schreiberbach entlang des Beethovengangs

Auf dem Bezirksgebiet entspringen zahlreiche Bäche, die jedoch heute großteils hart verbaut oder als Bachkanäle geführt werden. Ursprünglich mündeten sie mit Ausnahme des Waldbaches alle in den Donaukanal. Da die Einzugsgebiete der Bäche im Sandsteingebiet des Wienerwalds liegen, können und konnten die Bäche auf ein Vielfaches ihrer normalen Wassermenge anwachsen. Dies führte immer wieder zu zerstörerischen Hochwässern, insbesondere entlang des Krottenbaches. Der Krottenbach war der bedeutendste Bach in Döbling und wird praktisch vollkommen als Bachkanal geführt. 
Er nimmt im Bereich hinter dem Bundesgymnasium Billrothstraße unterirdisch den durch Sievering verlaufenden Arbesbach (Erbsenbach) auf, der heute im Oberlauf bis Obersievering noch offen verläuft. Der Nesselbach verläuft noch bis zum Krapfenwaldl offen, bevor er sich unterirdisch mit dem Reisenbergbach in Grinzing vereinigt. Der Reisenbergbach verläuft dabei noch bis kurz vor dem Ortszentrum Grinzings offen. Fast zur Gänze offen verlaufen noch der Schreiberbach bis Nussdorf und der Waldbach beim Kahlenbergerdorf. Gänzlich durch Ableiten verschwunden ist hingegen der Döblinger Bach. Dieser entsprang ursprünglich in der Cottage und mündete in der Spittelau in den Donaukanal.

### Bezirksteile
Döbling wurde aus mehreren, früher selbstständigen Gemeinden gebildet. Dies sind:
- Grinzing
- Heiligenstadt
- Josefsdorf
- Kahlenbergerdorf
- Neustift am Walde
- Nussdorf
- Oberdöbling
- Salmannsdorf
- Sievering
- Unterdöbling

## Wappen

Bezirkswappen Döbling

Das Wappen Döblings bildet die neun ehemaligen Wappen der selbständigen Gemeinden ab, die 1892 zu Wien eingemeindet wurden.
- Herzschild: Oberdöbling. Die auf blauem Grund liegende goldene Weintraube symbolisiert dabei den dort betriebenen Weinbau.
- Links oben (heraldisch rechts oben): Heiligenstadt. Der auf silbernem Grund dargestellte Erzengel Michael mit einem grünen Drachen ist der Kirchenpatron von Heiligenstadt.
- Oben Mitte: Unterdöbling. Der heilige Jakob ist der Kirchenpatron der Heiligenstädter Pfarrkirche, zu der Unterdöbling früher gehörte.
- Rechts oben (heraldisch links oben): Nussdorf, symbolisiert durch einen goldenen Baumstamm mit drei goldenen Nüssen.
- Links Mitte (heraldisch rechts Mitte): Salmannsdorf. Der Märtyrer Sebastian ist der Patron der Kapelle von Salmannsdorf.
- Rechts Mitte (heraldisch links Mitte): Neustift am Walde. Der heilige Rochus ist der Kirchenpatron der Neustifter Pfarrkirche.
- Links unten (heraldisch rechts unten): Sievering. Der heilige Severin ist der Patron der Sieveringer Pfarrkirche.
- Unten Mitte: Kahlenbergerdorf. Der heilige Georg als Drachentöter ist der Kirchenpatron der Pfarrkirche Kahlenbergerdorf.
- Rechts unten (heraldisch links unten): Grinzing. Der Mann mit der Weintraube symbolisiert den im Ort betriebenen Weinbau.

Nicht auf dem Wappen vertreten ist Josefsdorf, das zum Zeitpunkt der Eingemeindung nach Wien nicht selbstständig, sondern Teil des Kahlenbergerdorfs war.

## Geschichte

### Etymologie
Döbling wurde erstmals 1114 als de Teopilic urkundlich erwähnt. Der Name leitet sich vom slawischen *topl’ika („sumpfiges Gewässer“ bzw. „sumpfige Stelle“) ab. Der Name Döbling deutet dabei auf die Lage am Krottenbach hin, wobei sich eine weitere Deutungsmöglichkeit vom altslawischen toplica („warmer Bach“) herleitet. Spätere Schreibweisen des Ortsnamens waren beispielsweise Toblich, Töbling und Tepling. Bei der Bildung des Bezirkes 1890/92 wurde der Name Döbling schließlich von der größten Gemeinde Oberdöbling für den gesamten Bezirk übernommen.

### Döbling in der Antike

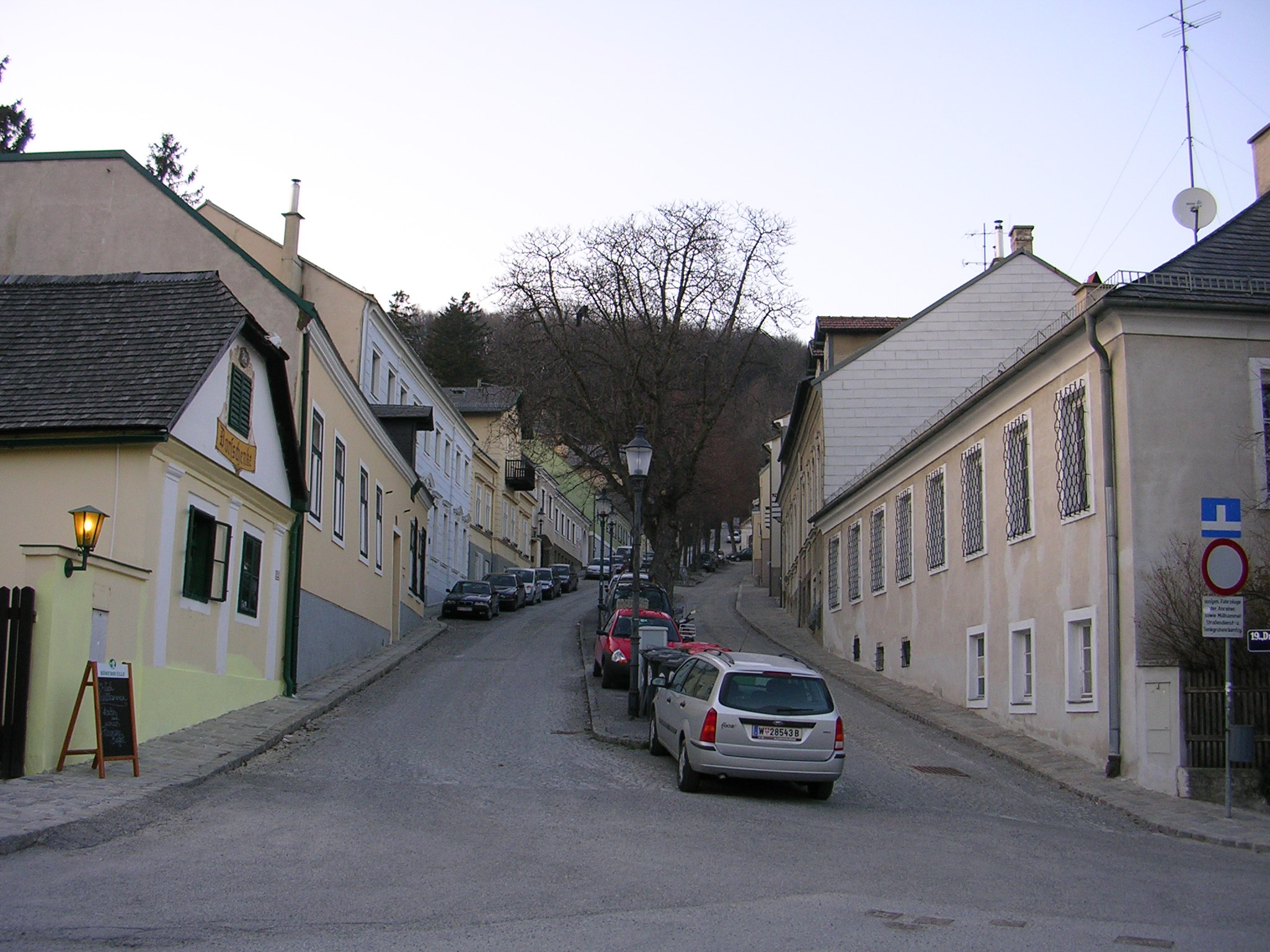
Dreimarksteingasse, Zentrum von Salmannsdorf

Der Bezirk Döbling war bereits vor etwa 5000 Jahren besiedelt, wobei das Gebiet Döbling-Nussdorf-Heiligenstadt neben dem Gebiet Simmering-Landstraße wahrscheinlich das älteste Siedlungsgebiet im Wiener Raum darstellt. Bekannt ist, dass auf dem Leopoldsberg ein wehrhaftes Dorf mit einem Wehrturm bestand, bei dem sich die Bewohner der umliegenden Dörfer bei Gefahr sammelten. Über die damaligen Bewohner ist wenig bekannt, die Wissenschaft bezeichnet sie als Träger der „donauländischen Kultur“, sie waren jedoch keine Indogermanen. Diese drangen in den Wiener Raum erst tausend Jahre später ein, wobei sich die ansässige Bevölkerung mit den Kelten vermischte. Das Wirken der Römer auf dem heutigen Gebiet von Döbling ist durch mehrere Funde belegt. So befand sich in Heiligenstadt ein Wehrturm des Limes, in Sievering wurde ein Mithräum gefunden und Ausgrabungen in der Heiligenstädter Kirche belegen einen römischen Friedhof. In Sievering befand sich zur Römerzeit ein großer Steinbruch mit einer größeren Arbeitersiedlung. Eine weitere Erwerbsquelle der Bevölkerung war der Weinbau, der vermutlich bereits vor den Römern betrieben wurde. Ansonsten betrieben die Menschen Landwirtschaft für den Eigenbedarf.

### Döbling im Mittelalter
Nach dem Abzug der Römer liegt die weitere Entwicklung der Dörfer des Gebietes im Dunkeln, erste Nennungen der Dörfer stammen aus dem 12. Jahrhundert. Allmählich bildeten sich die späteren Gemeinden Unterdöbling, Oberdöbling, Heiligenstadt, Nussdorf, Sievering, das Kahlenbergerdorf, Josefsdorf, Salmannsdorf und Neustift am Walde auf dem Bezirksgebiet heraus. Daneben bestanden auf dem Bezirksgebiet zeitweise noch weitere Siedlungen. So bestand im 13. Jahrhundert ein Ort Chlaitzing (Glanzing) am Südwesthang des Hackenberges, von dem 1330 nur noch Weingärten, jedoch keine Häuser mehr genannt wurden. Entlang der Hackhofergasse bestand wiederum ein kleines, einzeiliges Gassendorf namens Altes Urfar. Letztlich gab es sogar am Hermannskogel ab 1200 den Ort Kogelbrunn, der 1417 zum letzten Mal genannt wurde.

### Das Gebiet Döblings in der Neuzeit

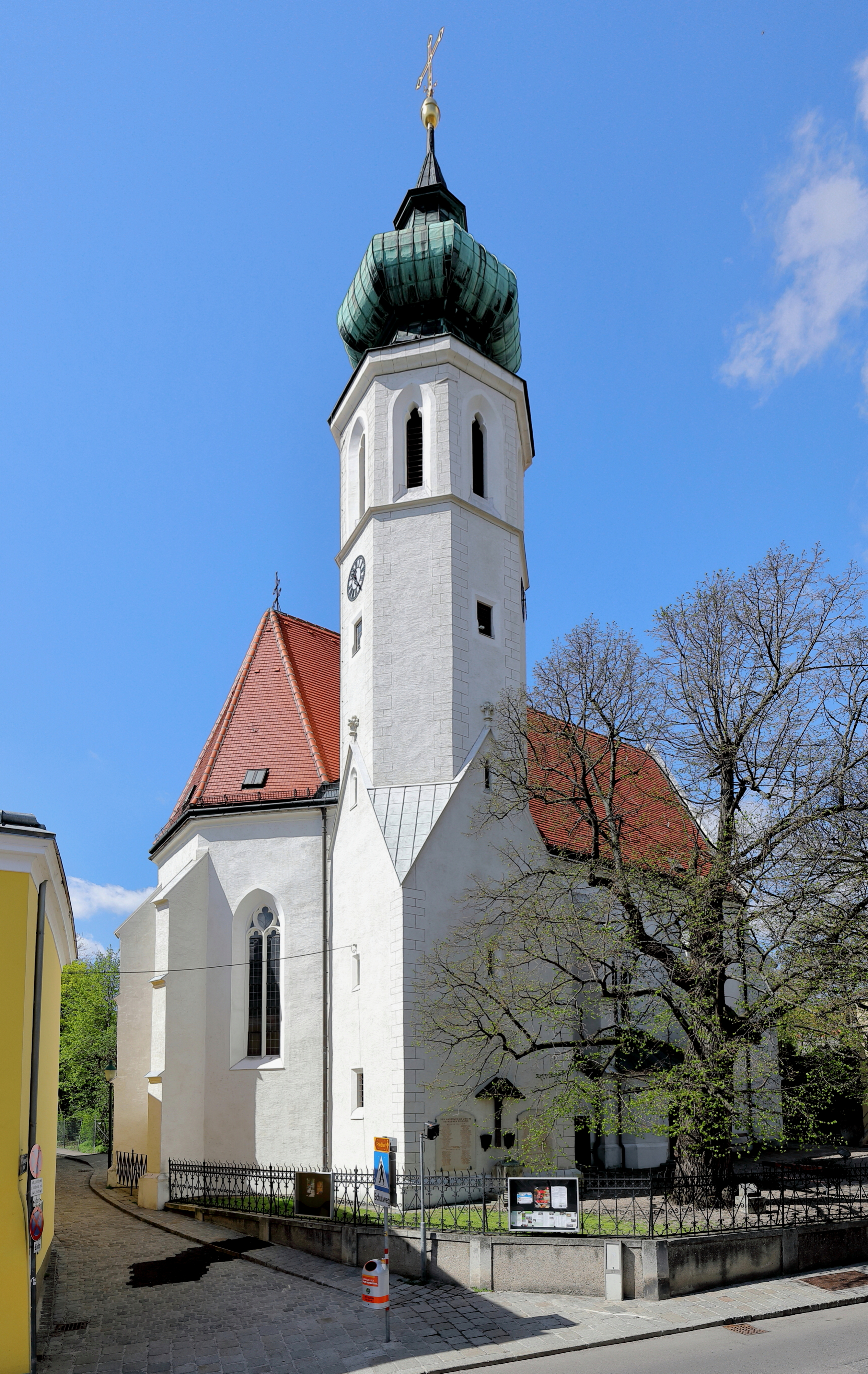
Pfarrkirche Grinzing

Mehrmals wurden die Dörfer Döblings während der Neuzeit verheert. Als die Belagerung Wiens 1482 durch das Heer von Matthias Corvinus begann, plünderten seine Soldaten auch die umliegenden Dörfer. Auch 1529 überrannten die türkischen Soldaten im Zuge der Ersten Wiener Türkenbelagerung die Dörfer Döblings, töteten zahlreiche Bewohner und verschleppten viele als Sklaven. Während die Kirchen geplündert wurden, blieben die Dörfer jedoch großteils bestehen. Wirtschaftliche Not brachte in der Folge auch der Dreißigjährige Krieg. Der Einbruch des Weinexports und die Steuererhöhungen führten zu einer starken Verarmung der Bevölkerung. Die große Pestepidemie im Jahr 1679 forderte in den Dörfern ebenso zahlreiche Opfer, wie die im Sommer 1683 begonnene Zweite Wiener Türkenbelagerung. Am 13. Juli stürmte die osmanische Vorhut, die Tataren, die Dörfer Döblings und plünderten sie. In der Schlacht am Kahlenberg entschied sich am 12. September letztlich die Befreiung Wiens, als das Entsatzheer unter der Führung von Jan Sobieski über die Wienerwaldhöhen in den Rücken der türkischen Belagerer vorstieß.
1713 kam erneut die Pest nach Wien, wobei die Orte Sievering und Grinzing besonders stark betroffen waren. Hatten die zahlreichen Zerstörungen und Pestopfer die Entwicklung des Bezirksgebietes lange Zeit gehemmt, so begann in der zweiten Hälfte des 18. Jahrhunderts ein stetiger Aufstieg. Durch die Nutzung des Gebietes als kaiserliches Jagdgebiet wurde insbesondere Oberdöbling auch für den Adel und die Wiener Bürger attraktiv. Wer es sich leisten konnte, baute sich hier ein Zweitwohnhaus. Ähnlich wie in Hietzing, das von der Nähe zum Schloss Schönbrunn profitierte, wurde hier der Grundstein für eine Sonderentwicklung des Vorortes gelegt. Zwischen 1765 und 1786 entstanden in Oberdöbling so fünf neue Straßen und es wurden auf dem heutigen Bezirksgebiet vier Jagdschlösser errichtet.
Die Aufhebung zahlreicher Orden durch Joseph II. wirkte sich zudem auf die Grundherrschaften in Döbling aus, sodass aus dem eingezogenen Vermögen der Kamaldulenser (Kahlenberg), des Nonnenklosters Tulln (Oberdöbling) und des Stifts Gaming (Untersievering) die Errichtung der Pfarren Nussdorf und Grinzing sowie die Anlegung des Döblinger Friedhofes finanziert werden konnten. Auch der Ort Josefsdorf verdankt seine Entstehung der Aufhebung des Kamaldulenserklosters am Kahlenberg. Durch die Pfarrreform Joseph II. erlangten weiterhin die nun von Heiligenstadt unabhängigen Pfarren Oberdöbling, Nussdorf und Neustift am Walde ihre Selbständigkeit.

### Döbling im 19. Jahrhundert

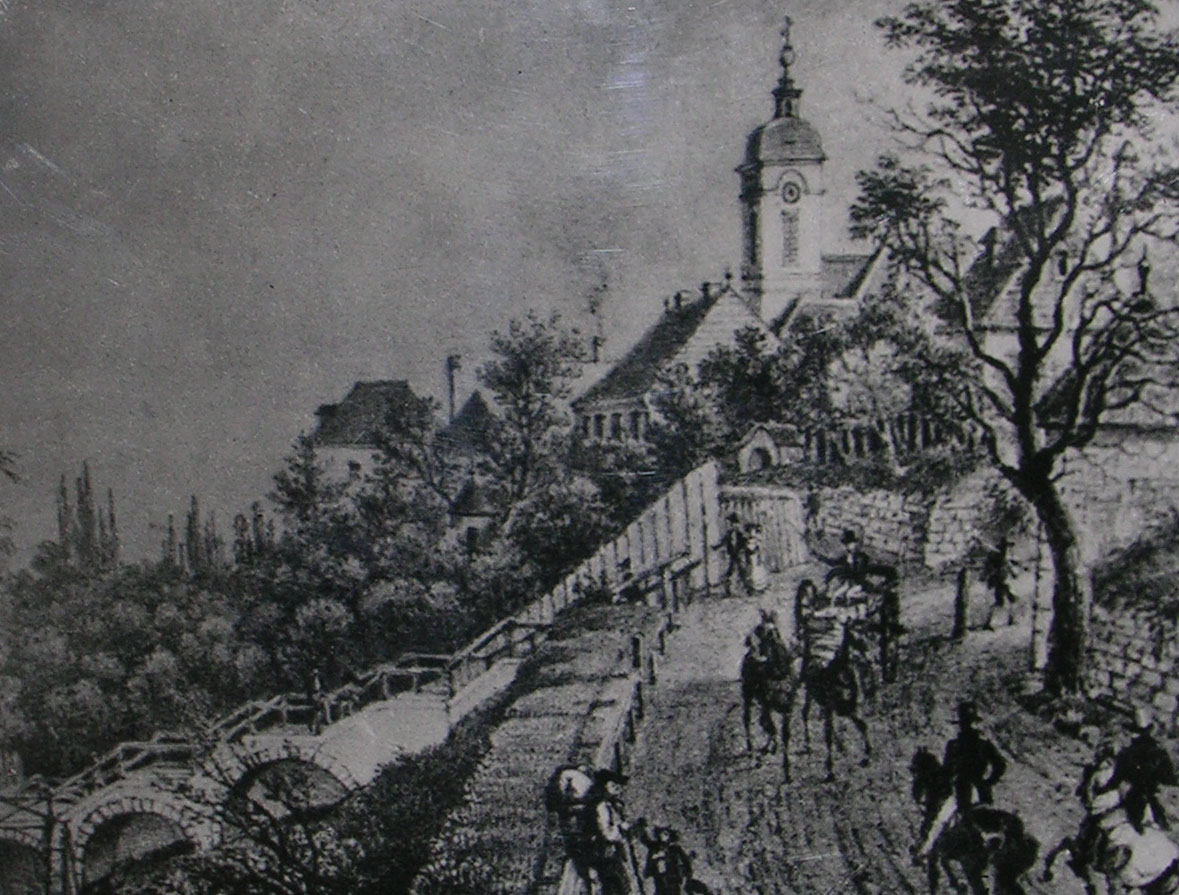
Oberdöbling mit Pfarrkirche und Stiegenanlage und Steg über den Krottenbach nach Unterdöbling 1830

Schwierige Zeiten für das Gebiet brachten die Napoleonischen Kriege. Nach dem Sieg in der Schlacht von Ulm 1805 drang die französische Armee nach Wien vor, und die Soldaten plünderten die Dörfer, nach dem gescheiterten Feldzug gegen Bayern drangen die Franzosen 1809 erneut nach Wien vor, und so wurden die Gemeinden erneut geplündert und mussten die französischen Soldaten verpflegen. Nach dem Wiener Kongress begann die ordentliche Vermessung des Döblinger Gebietes. Die Arbeiten dauerten von 1817 bis 1819 und endeten mit der Einführung der Katastralgemeinden und der Fixierung der Grenzen zwischen den Orten. Das Wachstum sorgte nun in den bäuerlichen Dörfern für einen ersten Aufschwung in Gewerbe und Industrie. Gleichzeitig entwickelten sich die Orte Döblings zu beliebten Ausflugszielen der Wiener. Vor allem die Heurigen und die Nussdorfer Brauerei lockten die Besucher hinter den Linienwall.
Während der Revolution blieb Döbling am Rande der Geschehnisse. Am 20. Oktober 1848 wurde das Bezirksgebiet von kaiserlichen Truppen besetzt, die von Nussdorf aus eine Brücke schlugen und das gegenüberliegende Ufer beschossen. Mitte des 19. Jahrhunderts sorgte die nun aufkommende Beliebtheit der Sommerfrische für einen wahren Wachstumsboom der Döblinger Dörfer. Durch den nun zusätzlichen Bedarf an Wohnraum entstanden zahlreiche Wohnbauten, und die Bevölkerung der Dörfer verdreifachte sich beinahe innerhalb von nur vierzig Jahren. Dies bewirkte auch eine Modernisierung der Infrastruktur. So wurden Mitte des 19. Jahrhunderts in Döbling auch die ersten Gaslaternen installiert, und das 1856 errichtete Gaswerk Döbling versorgte das Gebiet mit Gas.

### Döbling wird Bezirk
Zur Gründung des 19. Wiener Gemeindebezirkes Döbling kam es schließlich Ende des 19. Jahrhunderts. Waren im Jahr 1850 bereits die Vorstädte von Wien eingemeindet worden, so begann in den 1870er Jahren auch die Diskussion über die Eingemeindung der Vororte. Obwohl die Vororte gegen diesen Schritt waren, beschloss der niederösterreichische Landtag die Vereinigung Wiens mit seinen Vororten, nachdem Kaiser Franz Joseph I. diesen Wunsch 1888 in einer Aufsehen erregenden Rede in Währing bekundet hatte. 
Das entsprechende Gesetz vom 19. Dezember 1890 wurde bis zum 1. Jänner 1892 umgesetzt und vereinte Unterdöbling, Oberdöbling, Grinzing (bis zum Kamm des Wienerwalds, der Rest kam zu Weidling), Heiligenstadt, Nussdorf, Sievering, das Kahlenbergerdorf (mit Ausnahme des nördlichen Teils des Berges, der zu Klosterneuburg kam), Josefsdorf sowie einen Teil von Weidling (Fischerhaus, Jägerwiese, Schutzhaus Hermannskogel) zum 19. Wiener Gemeindebezirk, Döbling. Aufgrund der Größe von Oberdöbling, das fast genauso viel Bewohner wie der Rest des Bezirkes hatte, gab es über den Namen des neuen Bezirkes keine Diskussion. Die Orte des Bezirkes waren darüber hinaus bereits weitgehend zusammengewachsen.

### Döbling bis zum Zweiten Weltkrieg

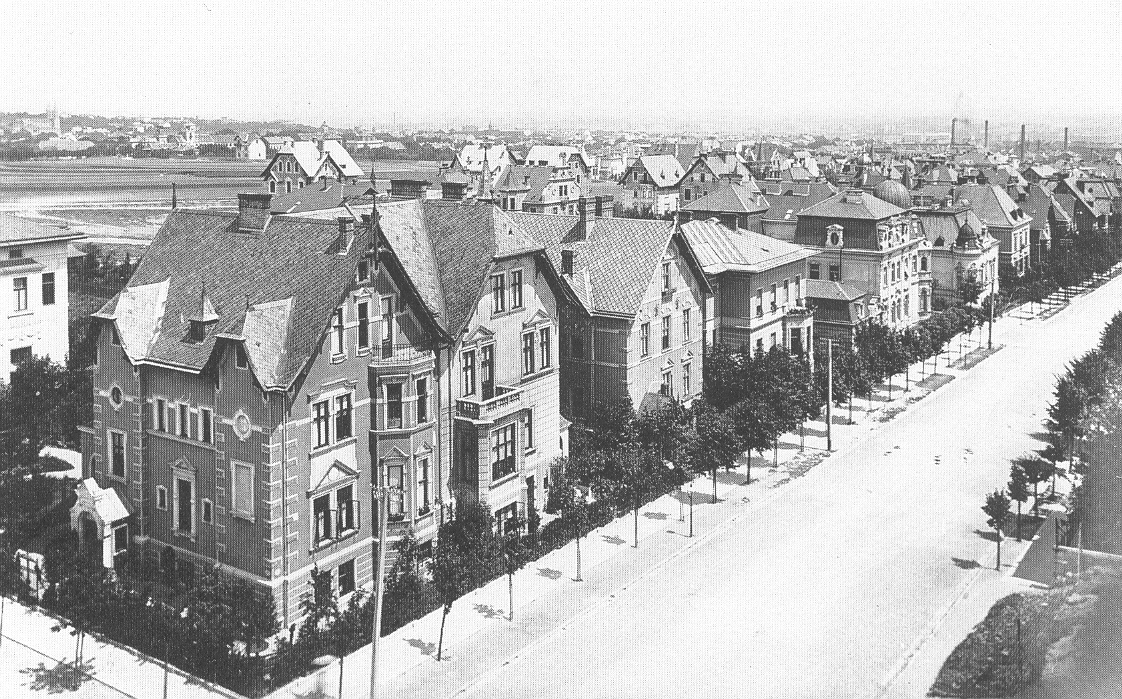
Cottage, Hasenauerstraße

Bereits ab 1872 war mit der Verbauung des Gebietes zwischen Döbling und Währing begonnen worden. Es entstand ein vornehmes Villenviertel, die erste Wiener Cottage. Ein Bauzonenplan der Stadtverwaltung sollte darüber hinaus in fast ganz Döbling die Bauhöhe auf zwei Stockwerke beschränken. Aus Furcht vor dem Verlust der Industriebetriebe setzte sich der Plan jedoch nicht durch, das Gebiet zwischen Heiligenstädter Straße und Donaukanal wurde als Industriegebiet gewidmet. Bis 1895 wurde weiters die Kanalisierung der Döblinger Bäche abgeschlossen. Sie mündeten nun nicht mehr in den Donaukanal, sondern in den parallel zum Donaukanal geführten Hauptsammelkanal. Die Bäche verschwanden dabei nun größtenteils von der Oberfläche und wurden als Bachkanäle zur Verbesserung der Kanalisation verwendet. Nach der Fertigstellung der Zweiten Wiener Hochquellenwasserleitung im Jahr 1910 wurden die meisten Häuser zudem an die Wasserleitung angeschlossen, zuvor waren die Menschen nur über Brunnen und Trinkwasserwagen versorgt worden.
Die Gasversorgung des Bezirksgebietes hatte bereits 1856 durch das Gaswerk der ICGA, einer englischen Firma, begonnen. 1911 übernahm die Stadt Wien die Versorgung, und man ließ das Werk in Oberdöbling abtragen. Nach dem Ersten Weltkrieg wurde die Schaffung von leistbarem und adäquaten Wohnraum enorm wichtig, weshalb die sozialdemokratische Stadtregierung auch in Döbling mit dem massiven Bau von billigen Gemeindewohnungen begann. 1923 wurde der erste Gemeindebau mit 60 Wohnungen in der Schegargasse errichtet, insgesamt investierte die Stadt bis 1930 in den Bau von 2801 Wohnungen. Das größte und bekannteste Projekt war der Karl-Marx-Hof.

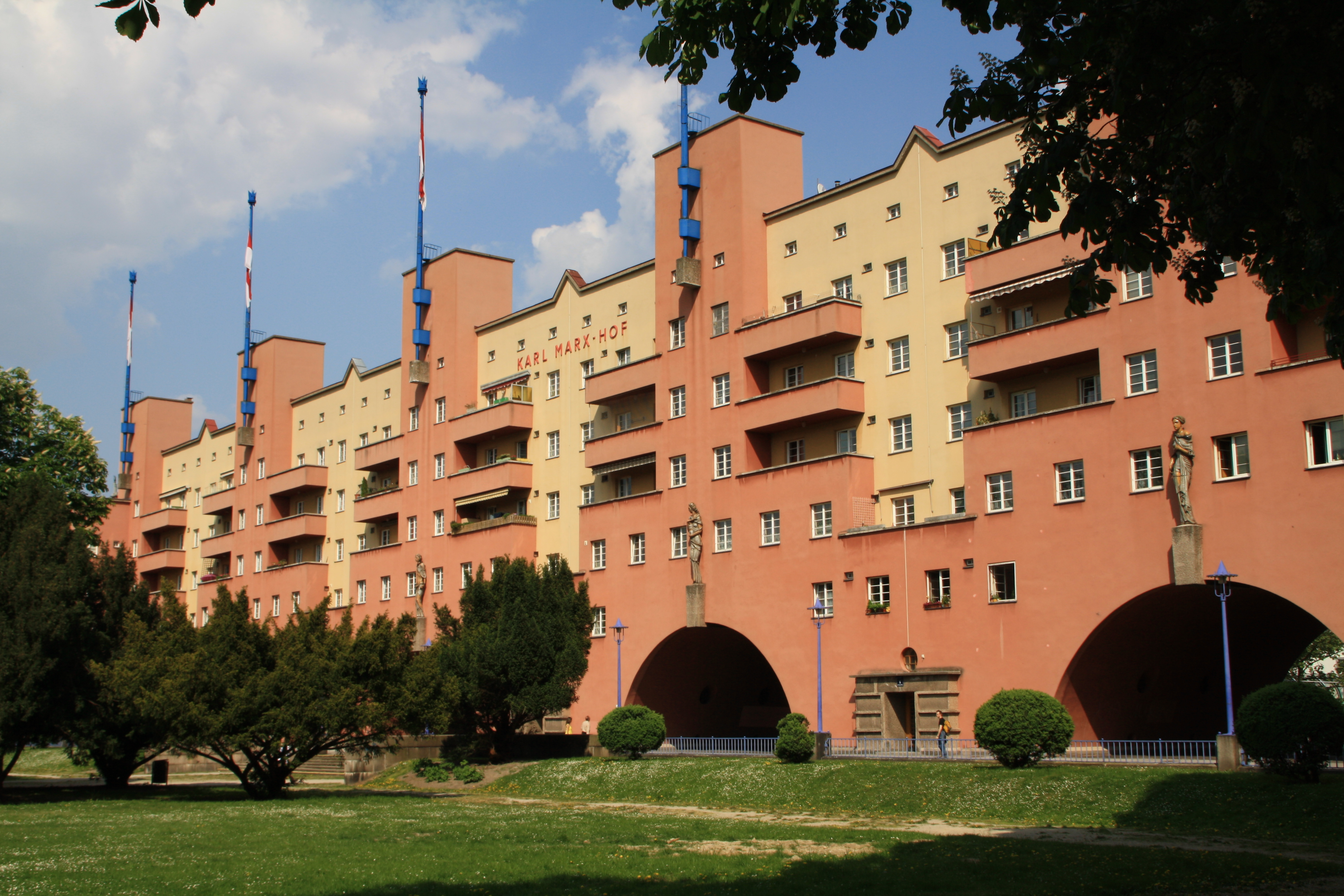
Karl-Marx-Hof

Daneben versuchten die Sozialdemokraten die Sozialfürsorge durch zahlreiche Einrichtungen zu verbessern. Die Februarkämpfe im Jahr 1934 fielen im Bezirk besonders schwer aus. Hauptkampfgebiet war der Karl-Marx-Hof. Zwei Tage lang wurde das Gebäude mit Artillerie beschossen, drei weitere Gemeindebauten wurden vom Bundesheer erstürmt. Nach der Niederschlagung des Aufstandes büßten die Sozialdemokraten folglich auch den zuvor sozialdemokratischen Bezirksvorsteher in Döbling ein. Um die Arbeitslosigkeit zu lindern, begann 1934 die Bundesregierung mit dem Bau der Wiener Höhenstraße. Über Etappen wurde die Straße vom Cobenzl auf den Kahlenberg und danach bis Klosterneuburg geführt. Durch die Machtübernahme der Nationalsozialisten wurde in der Folge eine Neuordnung der Wiener Bezirksgrenzen durchgeführt. Dies betraf auch Döbling, da Neustift am Walde mit Glanzing und Salmannsdorf von Währing an Döbling kamen.
Die Herrschaft der Nationalsozialisten brachte jedoch sonst vor allem Leid über die rund 4000 Döblinger Juden (7 % der Bezirksbevölkerung). Am 10. November 1938 wurde die Synagoge Döbling in der Dollinergasse 3 zerstört. Die 2030 im Mai 1939 in Döbling verbliebenen, registrierten Juden wurden nach und nach in die Konzentrationslager deportiert. Während des Krieges mussten rund 5000 Döblinger einrücken, nicht viel mehr als die Hälfte kehrten zurück. Hinzu kamen die Bombardierungen, die erstmals am 8. Juli 1944 das Bezirksgebiet trafen. 12 Prozent der 20.960 Wohnungen wurden zerstört oder unbewohnbar gemacht. Besonders schwer betroffen waren der Bereich des Bahnhofs Heiligenstadt und die Hohe Warte.

### Döbling nach dem Zweiten Weltkrieg
Sowjetische Truppen drangen am 8. April 1945 aus Richtung Klosterneuburg kommend über die Heiligenstädterstraße in den Bezirk ein und besetzten ihn bis zum 9. April zur Gänze. Karl Mark wurde vom Armeekommandanten zum ersten Bezirksvorsteher der 2. Republik ernannt und begann mit dem Wiederaufbau. In dieser Zeit verlor der Bezirk weitgehend seinen Charakter als Nebeneinander von Wohngebieten und Arbeitsstätten. Immer mehr Betriebe verließen den Bezirk, während die Zahl der Wohnungen von 20.000 nach Kriegsende bis auf 39.608 Wohnungen (2001) stieg. Diese Entwicklung führte auch dazu, dass zwei Drittel der Bezirksbevölkerung zur Arbeit in andere Stadtteile oder ins Umland pendeln müssen. An der Bauleistung war wesentlich auch die Stadt Wien beteiligt, die bis 1985 rund 7.000 weitere Gemeindebauwohnungen errichtete. Größter Gemeindebau der Nachkriegszeit in Döbling ist der zwischen 1956 und 1959 errichtete Kopenhagen-Hof auf dem ehemaligen Gelände der Döblinger Brauerei, der 436 Wohnungen beherbergt. Einen besonderen Aufschwung erlebte auch die Krim, ein Teil Oberdöblings. Das einst verrufene Elendsviertel wurde zu einem hochwertigen Wohngebiet mit einer eigenen Pfarre ausgebaut. Ein weiteres wichtiges Bauwerk ist das 1963 fertiggestellte Pressehaus in der Muthgasse (Sitz der Kronen Zeitung). Das derzeit wichtigste Bauprojekt ist die Verbauung von Gründen rund um das Stadion der Hohen Warte. 
In den 1990er Jahren wurden die Bezirksgrenzen zweimal geändert: 1995 zu den Gemeindebezirken Hernals und Währing, wobei im Wesentlichen Währing ein kleines Wohngebiet an Hernals verlor und die Währinger Bezirksgrenze zu Döbling zu Gunsten der Hernalser Bezirksgrenze zu Döbling verkürzt wurde, und 1996 zum Gemeindebezirk Brigittenau. Letztere Grenzänderung bedeutete einen Gebietsgewinn für Döbling, das seitdem direkt an den Donaukanal grenzt.

## Bevölkerung
Bevölkerungsentwicklung
Quelle: Statistik Austria

### Bevölkerungsentwicklung
Im Jahre 1832 lebten im Bezirksgebiet 6438 Menschen. Durch das Wachstum der Vororte im 19. Jahrhundert verdoppelte sich die Zahl der Bevölkerung innerhalb von 20 Jahren und verdreifachte sich bis 1890. Die Zahl der Bewohner stieg bis zum Ersten Weltkrieg weiter stark an und steigerte sich durch den kommunalen Wohnbau weiter. Der Wohnbau sorgte bis in die 1980er Jahre für Zuwachs im Bezirk. Danach begann die Bezirksbevölkerung aufgrund der gesteigerten Wohnbedürfnisse bis 2001 leicht zu sinken, um seither im wienweiten Trend wieder leicht anzuwachsen, auf zuletzt 69.924 Einwohner Anfang des Jahres 2015.

### Bevölkerungsstruktur
Döblings Bevölkerung ist wesentlich älter als der Wiener Durchschnitt. So ist der Anteil der Menschen, die 60 Jahre und älter sind, mit 29,9 % sehr hoch, im gesamten Stadtgebiet beträgt dieser Anteil nur 22,2 %. Ein Grund für die starke Überalterung Döblings ist auch der hohe Anteil von Pensionistenheimen in Döbling. Auch der Anteil der weiblichen Bevölkerung ist mit 55,1 % überdurchschnittlich, sind es in Wien insgesamt nur 52,4 %.

### Herkunft und Sprache
Der Anteil der Döblinger mit ausländischer Staatsbürgerschaft lag 2003 mit 13,1 % rund 4 Prozentpunkte unter dem Durchschnitt Wiens. Dabei hatten 2 % der Döblinger eine Staatsbürgerschaft von Serbien oder Montenegro, 1,6 % sind deutsche Staatsbürger. Dahinter folgen Türken (1,2 %) sowie Polen, Bosniaken, Kroaten und Ungarn, deren Anteil an der Bevölkerung jedoch nur noch zwischen 0,5 und 0,3 % liegt. Insgesamt waren 2001 etwa 20 % der Döblinger in einem anderen Land geboren, daher gaben auch nur 82,8 % der Döblinger Deutsch als Umgangssprache an. Weitere 2,8 % sprachen hauptsächlich Serbisch, 1,6 % Türkisch, 1,2 % Kroatisch und 1,1 % Ungarisch.

### Religionsbekenntnis
Mit 55,7 % ist der Anteil der Menschen mit römisch-katholischem Bekenntnis um rund 6 Prozentpunkte über dem Durchschnitt Wiens. Es gibt im Gemeindebezirk elf römisch-katholische Pfarren, die das Stadtdekanat 19 bilden. Auch die Anhänger der evangelischen Kirche liegt mit 6,5 % über dem Durchschnitt. Dahinter folgen 4,0 % mit islamischem und 3,2 % mit orthodoxem Bekenntnis. 23,8 % der Döblinger sind ohne Bekenntnis.

## Politik
| Bezirksvorsteher    | Bezirksvorsteher | Bezirksvorsteher         | Bezirksvorsteher |
| ------------------- | ---------------- | ------------------------ | ---------------- |
| Josef Friedl        | 1891–1894        | Karl Mark (SPÖ)          | 4/45–10/45       |
| Johann Österreicher | 1894–1895        | Karl Schwendner (SPÖ)    | 10/45–1960       |
| Peter Langweber     | 1895–1903        | Franz Opfermann (SPÖ)    | 1960–1965        |
| Wenzel Kuhn         | 1903–1919        | Franz Weber (SPÖ)        | 1965–1975        |
| Josef Seleskowitsch | 1919–1934        | Richard Stockinger (SPÖ) | 1975–1978        |
| Franz Karasek       | 1934–1938        | Adolf Tiller (ÖVP)       | 1978–2018        |
| Adolf Judex         | 1938–1939        | Daniel Resch (ÖVP)       | 2018–            |

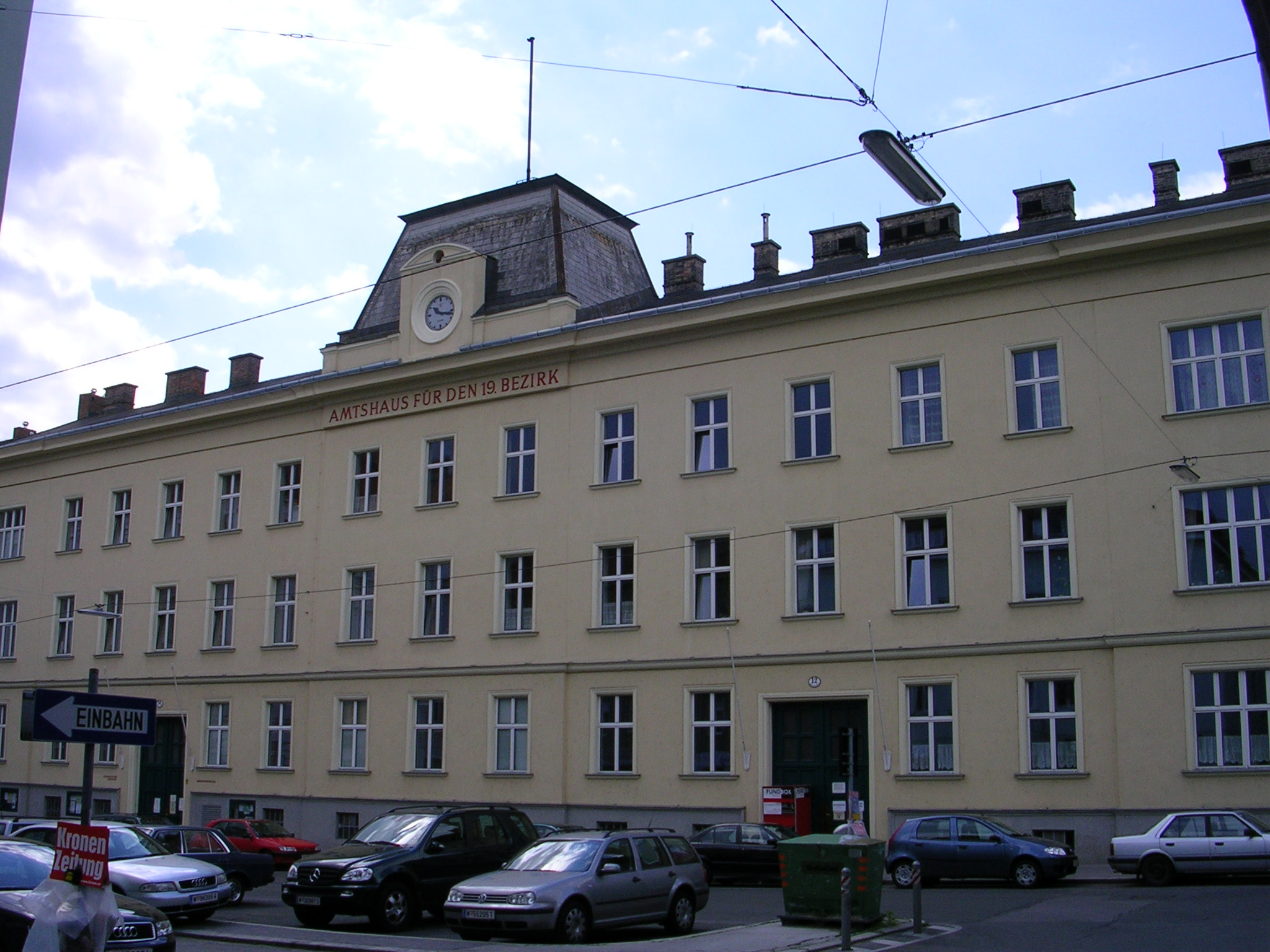
Ehemaliges Bezirksamt Döbling (bis 2017)

Die ersten Wahlen nach der Einführung des allgemeinen Wahlrechts brachten einen Sieg für die Sozialdemokraten. Sie erreichten knapp die absolute Stimmenmehrheit, dahinter belegten die Christlichsozialen mit rund 28 % den zweiten Platz. Die Dominanz der SPÖ blieb bis 1978 bestehen. In diesem Jahr überholte jedoch die ÖVP die SPÖ, die seitdem mit Adolf Tiller den Bezirksvorsteher in Döbling stellte. 1996 betrug der Vorsprung der ÖVP (37 %) auf die SPÖ (28 %) schon beinahe 10 %. Die SPÖ verlor rund 8 % ihrer Stimmen, wovon insbesondere FPÖ und das LIF profitierten. Die FPÖ kam auf rund 18 %, Grüne und das LIF bei seinem ersten Antreten kamen auf etwa 7 %. 
Die darauffolgende Bezirksvertretungswahl 2001 brachte schließlich einen Sieg von SPÖ und Grünen. Während die ÖVP mit 36,54 % leicht verlor, legte die SPÖ um rund 4,5 % auf 32,61 % zu. Die FPÖ rutschte hingegen auf 14,54 % ab, während die Grünen mit 12,63 % schon knapp aufschließen konnten. Das LIF verlor wiederum mehr als die Hälfte seiner Stimmen und erreichte mit 3,15 % nur noch ein Mandat. 
Bei den Bezirksvertretungswahlen 2010 legte die FPÖ mit Zugewinnen von 6,3 % stark zu und landete auf 14,7 % vor den Grünen auf Rang 3, die mit Verlusten von 0,3 % nur noch 13,6 % erreichten. Die ÖVP verlor stark mit 4,3 % und kam nur mehr auf 36,4 % die SPÖ verlor ebenfalls stark mit 2,5 % und kam nur mehr auf 31,8 %. Das BZÖ konnte sich quasi verdoppeln durch Zugewinne um 0,6 % auf nun 1,3 %, während die KPÖ mit 0,8 % de facto stagnierte.
Die folgenden Wahlen 2015 brachten erneut Verluste für ÖVP, die 32,53 % erreichte und 16 Sitze in der Bezirksvertretung erhielt, SPÖ (27,85 %, 14 Sitze) und Grüne (11,69 %, 5 Sitze), während die FPÖ erneut drittstärkste Fraktion mit 18,09 % der Stimmen und 9 Sitzen wurde. Die NEOS, die erstmals antraten, erzielten auf Anhieb 7,93 % und entsandten 4 Vertreter in die Bezirksvertretung. Andere Gruppen blieben unter jeweils 1 % Stimmenanteil und erhielten keine Sitze in der Bezirksvertretung.
In den Wahlen 2020 gewann die ÖVP dazu und kam auf 36,9 % der Stimmen, was 19 Sitze in der Bezirksvertretung bedeutete. Die SPÖ verlor leicht und erreichte 26,9 % und 14 Sitze, die Grünen gewannen deutlich und wurden mit 16,0 % und 8 Sitzen drittstärkste Fraktion. Auch die NEOS gewannen Stimmenteile, erzielten 9,8 % und 5 Sitze und überholten damit noch die FPÖ, die deutlich auf nur 5,1 % Stimmenanteil und 2 Sitze verlor. Verschiedene Kleinparteien (Liste HC, LINKS, Bierpartei, SÖZ) erzielten weniger als jeweils 2 % und sind in der Bezirksvertretung nicht vertreten.

## Kultur und Sehenswürdigkeiten

### Sehenswürdigkeiten

#### Wienerwald

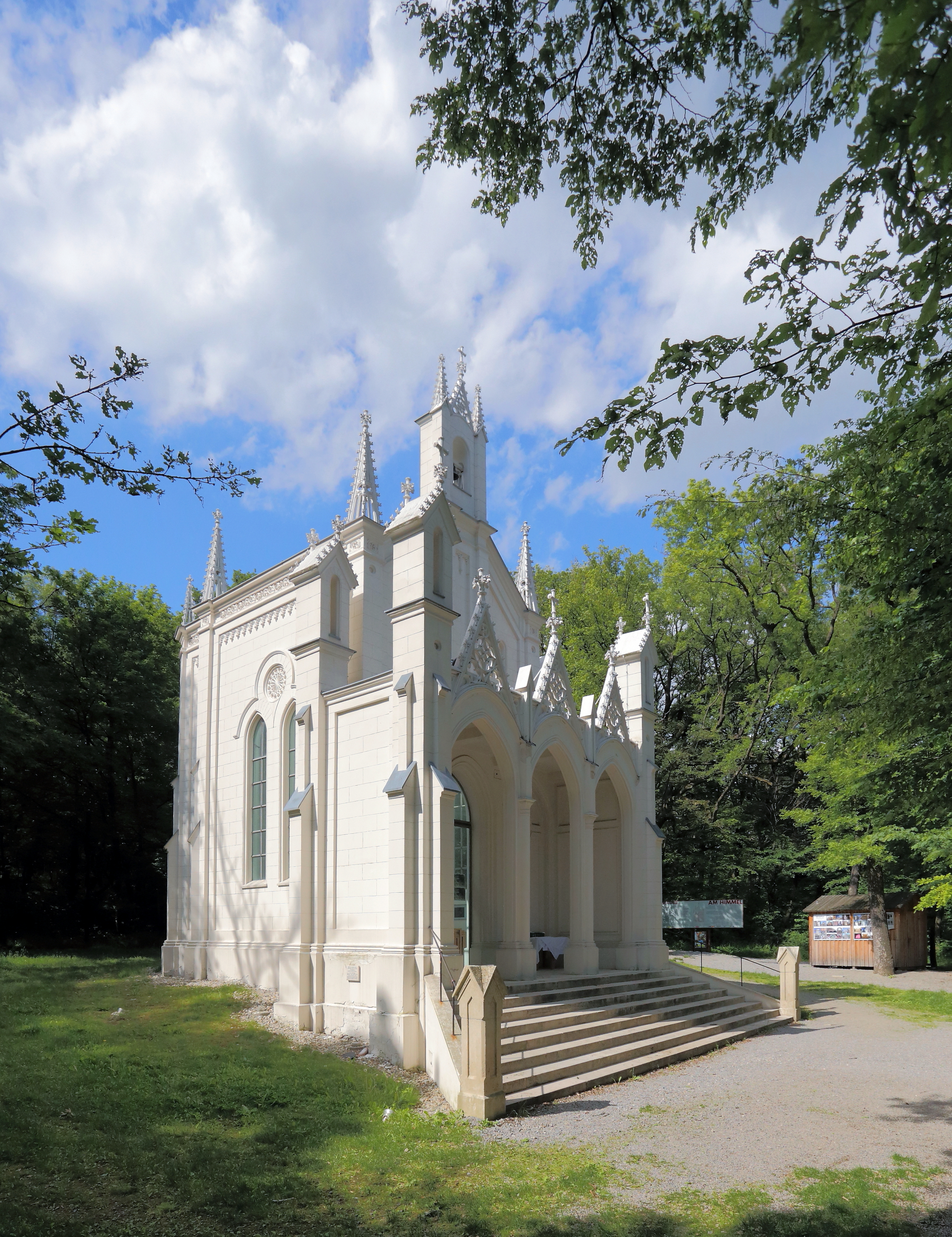
Sisi-Kapelle

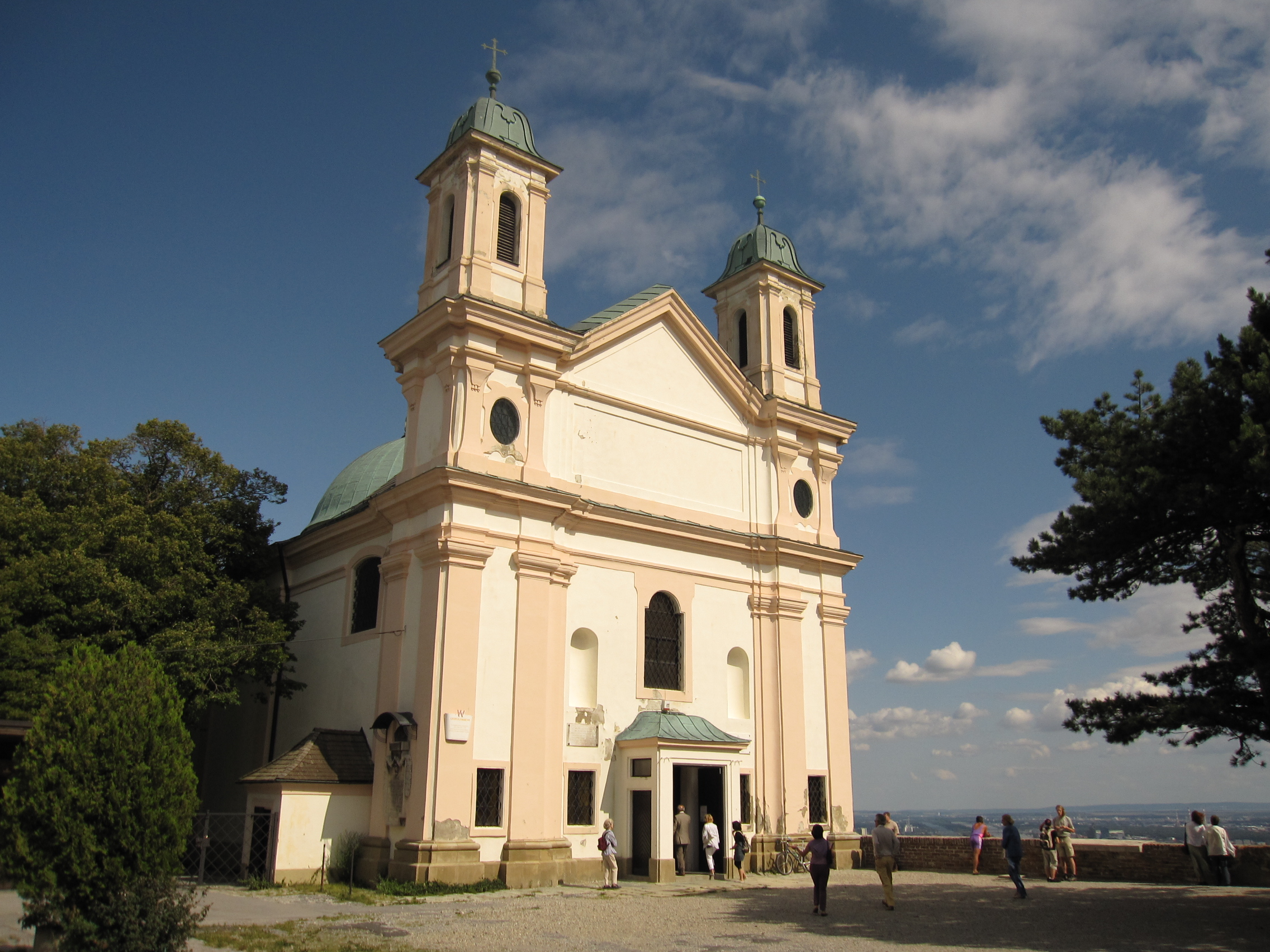
St. Leopold auf dem Leopoldsberg

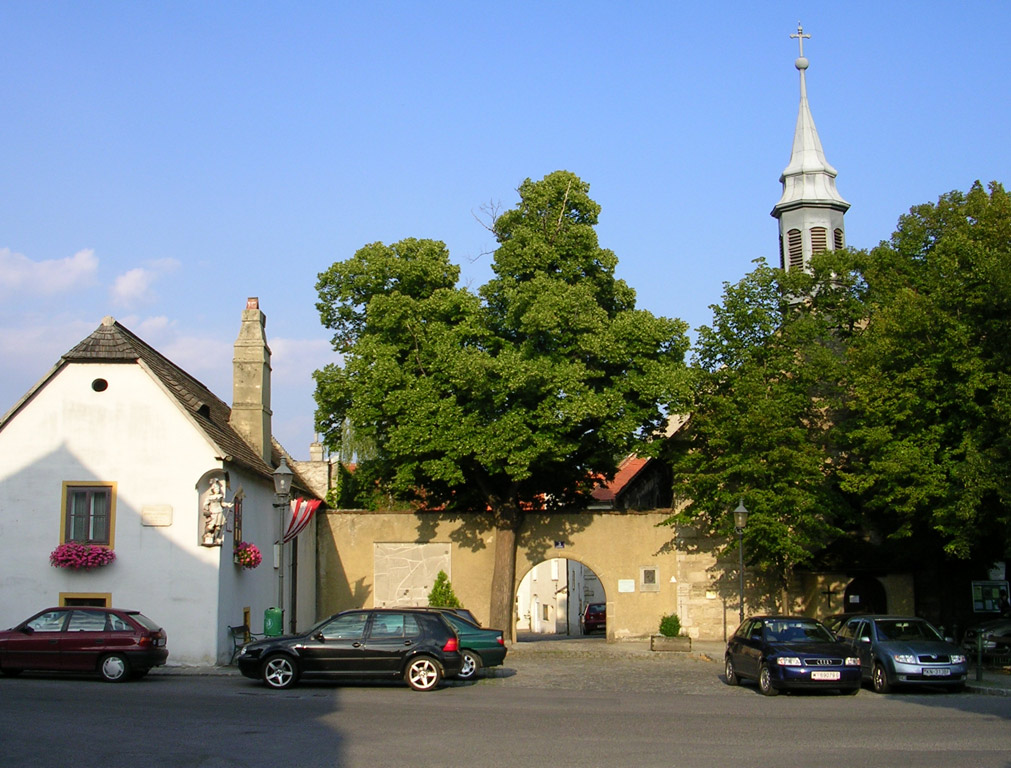
Pfarrplatz Heiligenstadt mit St. Jakobskirche

Wichtigste Touristenattraktion Döblings ist der Kahlenberg am Rande des Wienerwaldes. Das ehemalige Hotel mit seiner bekannten Panoramaterrasse ist jedoch mittlerweile einem Neubau gewichen. Viele, vor allem polnische, Touristen besuchen am Kahlenberg auch die St. Josefskirche oder die Stefaniewarte. Weitere sehenswerte Berge in Döbling sind der benachbarte Leopoldsberg mit der St. Leopoldskirche und der höchste Berg Wiens, der Hermannskogel mit der Habsburgwarte. Unter den Döblingern und Wienern hat jedoch auch der Cobenzl und der Bereich Am Himmel mit dem sogenannten „keltischen“ Baumkreis und der Sisi-Kapelle einige Bedeutung. Zugänglich ist der Bereich des Döblinger Wienerwaldes durch die bekannte Wiener Höhenstraße.

#### Ortskerne und Kirchen
Die zehn Orte, aus denen Döbling gebildet wurde, tragen sehr viel zum Charakter des Bezirkes bei. Insbesondere die Orte in den Außenbereichen haben große Teile ihres Bestandes bewahren können. Bestes Beispiel sind hier sicherlich Grinzing, Salmannsdorf und das Kahlenbergerdorf, aber auch von den anderen Ortskernen ist viel Bausubstanz erhalten. Durch die getrennten Ortschaften entstanden in Döbling auch zahlreiche Ortskirchen. Älteste Kirche ist dabei die St.-Jakob-Kirche in Heiligenstadt. Sie wurde auf den Ruinen einer römischen Kirche erbaut und steht am, als Ensemble erhaltenen, Heiligenstädter Pfarrplatz. Hier finden sich, wie überall in Döbling, auch zahlreiche erhaltene Heurigenhäuser. Insbesondere Grinzing ist ob der zahlreichen Heurigen unter Touristen beliebt, Einheimische kehren eher in Sievering, Nussdorf, Heiligenstadt, Neustift am Walde oder dem Kahlenbergerdorf ein.

#### Weitere Sehenswürdigkeiten
Durch die enge Verbindungen zwischen Künstlern und Döbling haben sich auch in diesem Zusammenhang zahlreiche Sehenswürdigkeiten erhalten. Beethoven komponierte im sogenannten Eroicahaus in der Döblinger Hauptstraße die gleichnamige 3. Symphonie, in der Probusgasse verfasste er das Heiligenstädter Testament und unter anderem Teile der 2. Symphonie. Im Strauß-Lanner Park finden sich wiederum die Grabsteine der berühmten Wiener Walzermusiker Johann Strauss und Joseph Lanner. Des Weiteren findet man in Unterdöbling eines der ungewöhnlichsten Betriebsgebäude Wiens. Die sogenannte Zacherlfabrik, eine ehemalige Insektenpulverfabrik wurde im Stil einer Moschee errichtet. Auch aus dem 20. Jahrhundert haben sich bedeutende Sehenswürdigkeiten im Bezirk erhalten. So ist das Stadion des First Vienna FC 1894 auf der Hohen Warte die größte Naturarena Europas. Weiters befindet sich in Heiligenstadt einer der bekanntesten Gemeindebauten Wiens, der Karl-Marx-Hof. Auf dem Hackenberg findet sich der wahrscheinlich schönste Trinkwasserbehälter der Wiener Wasserversorgung: der Wasserbehälter Hackenberg, unscheinbar dagegen ist der Wasserbehälter Krapfenwaldl.

### Museen

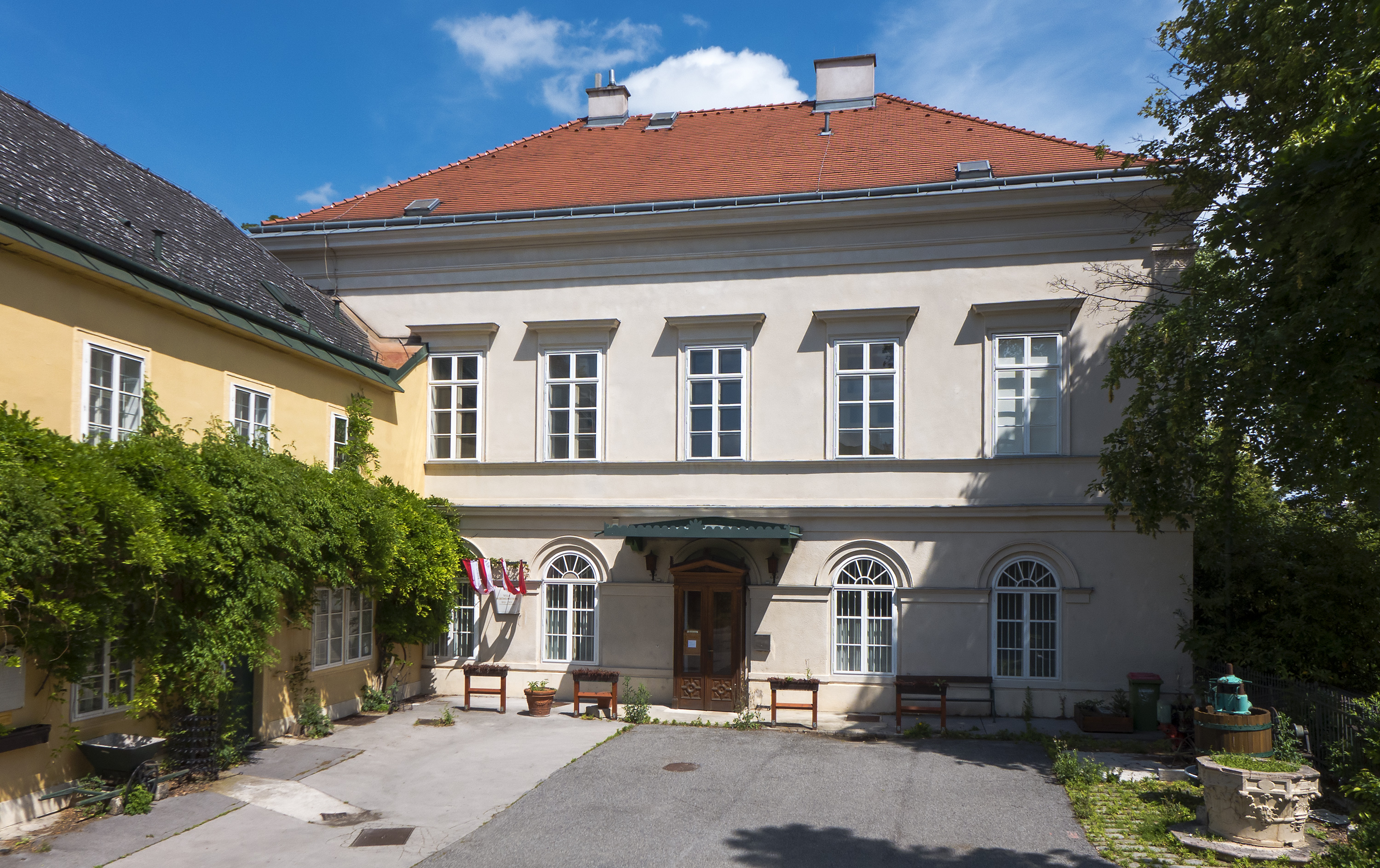
Bezirksmuseum in der Villa Wertheimstein

Das Bezirksmuseum Döbling in der Villa Wertheimstein widmet sich insbesondere der Bezirksgeschichte und verfügt auch über ein eigenes Weinbaumuseum. Auch Ludwig van Beethoven, der viel Zeit in Oberdöbling und Heiligenstadt verbrachte, sind zwei Museen gewidmet, das sogenannte Eroicahaus und ein Haus in der Probusgasse. In Oberdöbling befindet sich das von Maria Hornung gegründete Österreichische Sprachinselmuseum, das nur gegen Voranmeldung besichtigt werden kann. Über weitere sehenswerte Exponate verfügt darüber hinaus das Institut für Ur- und Frühgeschichte, das Kahlenbergermuseum (Zweite Wiener Türkenbelagerung) und das Lehár-Schikaneder-Schlössl. Weiters können in der St.-Jakob-Kirche Heiligenstadt Ausgrabungen aus römischer und frühchristlicher Zeit besichtigt werden. Seit 2010 läuft im Karl-Marx-Hof die Dauerausstellung "Das rote Wien im Waschsalon", wo über die Geschichte Wiens in den 1920er und 30er Jahren informiert wird.

### Parkanlagen

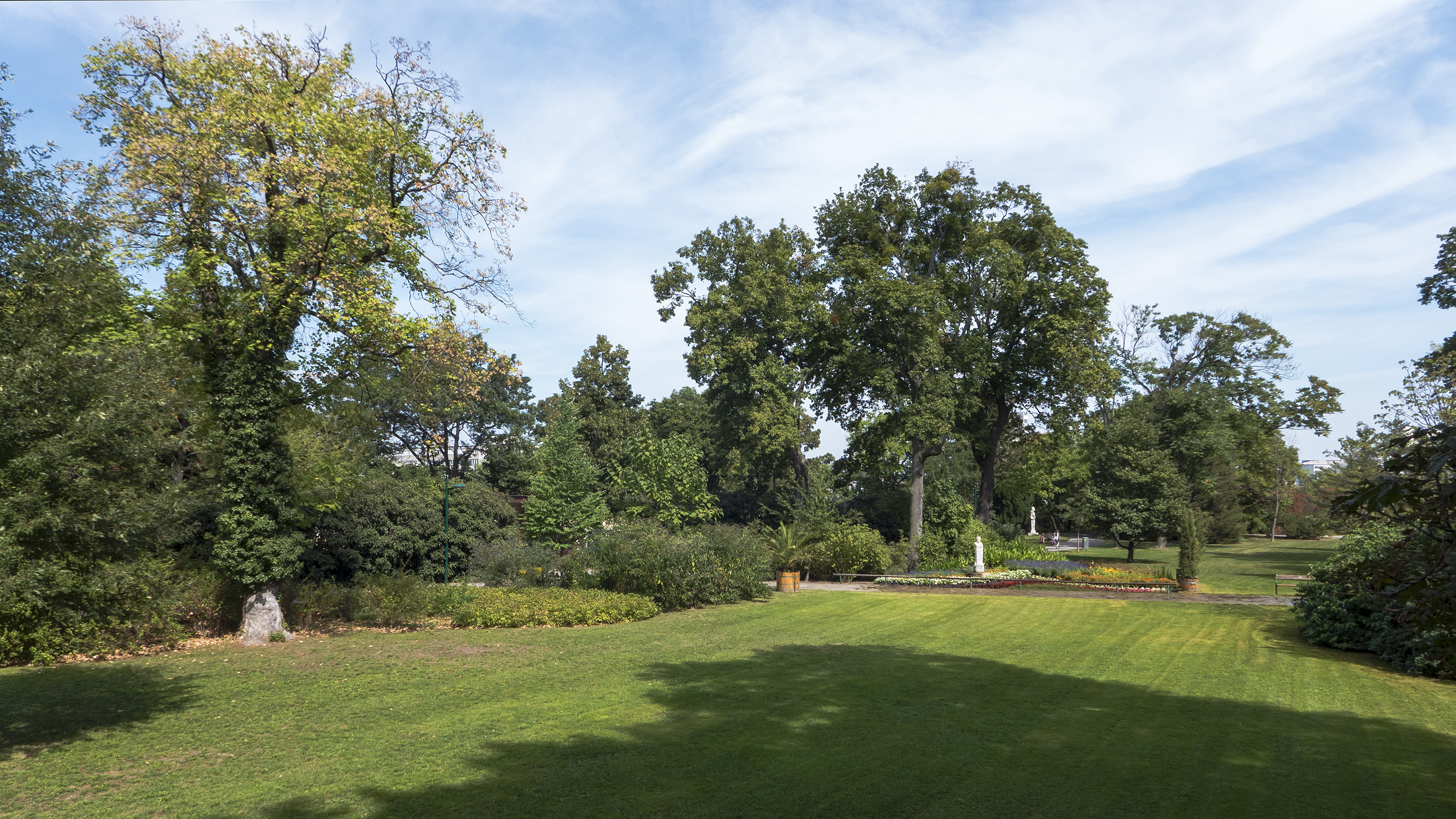
Wertheimsteinpark

Siehe auch: Liste der Wiener Parks und Gartenanlagen/Döbling
Der Bezirk Döbling verfügt heute über einige Parkanlagen. Größter Park ist mit 9 Hektar der Heiligenstädter Park. Dahinter folgt mit gut 6 Hektar der Wertheimsteinpark, der im Tal des heute eingewölbten Krottenbachs und an dessen südlichem Hang liegt und früher auch über einen eigenen Blindengarten verfügte. Ähnlich groß ist der auf dem nördlichen Abhang der Krottenbachstraße angelegte Hugo-Wolf-Park, der einen guten Blick über das Krottenbachtal ermöglicht. Ein extensiv gepflegter „Verbindungspark“ („Fellingerpark am Hirschenbergerl“) verknüpft zudem die Krottenbachstraße mit der Billrothstraße. Ein japanischer Architekt legte an der Hohen Warte den Setagaya-Park im Stil eines japanischen Gartens an, wobei der Park die Städtepartnerschaft zwischen Döbling und dem Stadtteil Setagaya in Tokio symbolisieren soll. Ähnlich wie in Währing wurde auch der ursprüngliche Ortsfriedhof von Döbling in eine Parkanlage umgewandelt. Der Strauss-Lanner-Park verfügt heute über die ursprünglichen Grabsteine der beiden Komponisten. Weitere kleinere Parks sind der Raimund-Zoder-Park nähe Krottenbachstraße, der Richard-Eybner-Park Ecke Silbergasse/Billrothstraße und der Saarpark in Unterdöbling.

### Sport
Wichtigster und bekanntester Sportklub ist der Fußballklub First Vienna FC 1894, der älteste Fußballverein Österreichs. Am Sportplatz auf der Hohen Warte wurden in den 1920er Jahren auch Opern aufgeführt und Boxkämpfe veranstaltet, Länderspiele wie gegen Italien 1923 wurden in der größten Naturarena Europas von bis zu 80.000 Menschen verfolgt. Das Stadion ist heute auch die Heimarena des österreichischen Spitzenklubs im American Football, den Raiffeisen Vikings Vienna.
Döbling verfügt über drei Bäder. Größtes ist das ganzjährig betriebene Döblinger Bad auf der Hohen Warte, hier gibt es sowohl ein Freibad als auch ein Hallenbad. Hinzu kommen das im Wienerwald gelegene Freibad Krapfenwaldlbad von dessen Sportbecken aus man das einzigartige Panorama der Stadt bewundern kann und das Familienbad (früher: Kinderfreibad) im Hugo-Wolf-Park.
Seit 1914 spielt der Nußdorfer AC auf dem Sportplatz in der Grinzingerstraße.
Im Kuchelauer Hafen ist der Ruderverein Austria angesiedelt, die Sportunion Döbling bietet zahlreiche Sportsparten wie Turnen, Ballsport, Badminton und Kampfsportarten. Am Cobenzl befand sich eine der Wiener Skisprungschanzen.

## Wirtschaft und Infrastruktur

### Wirtschaftsgeschichte

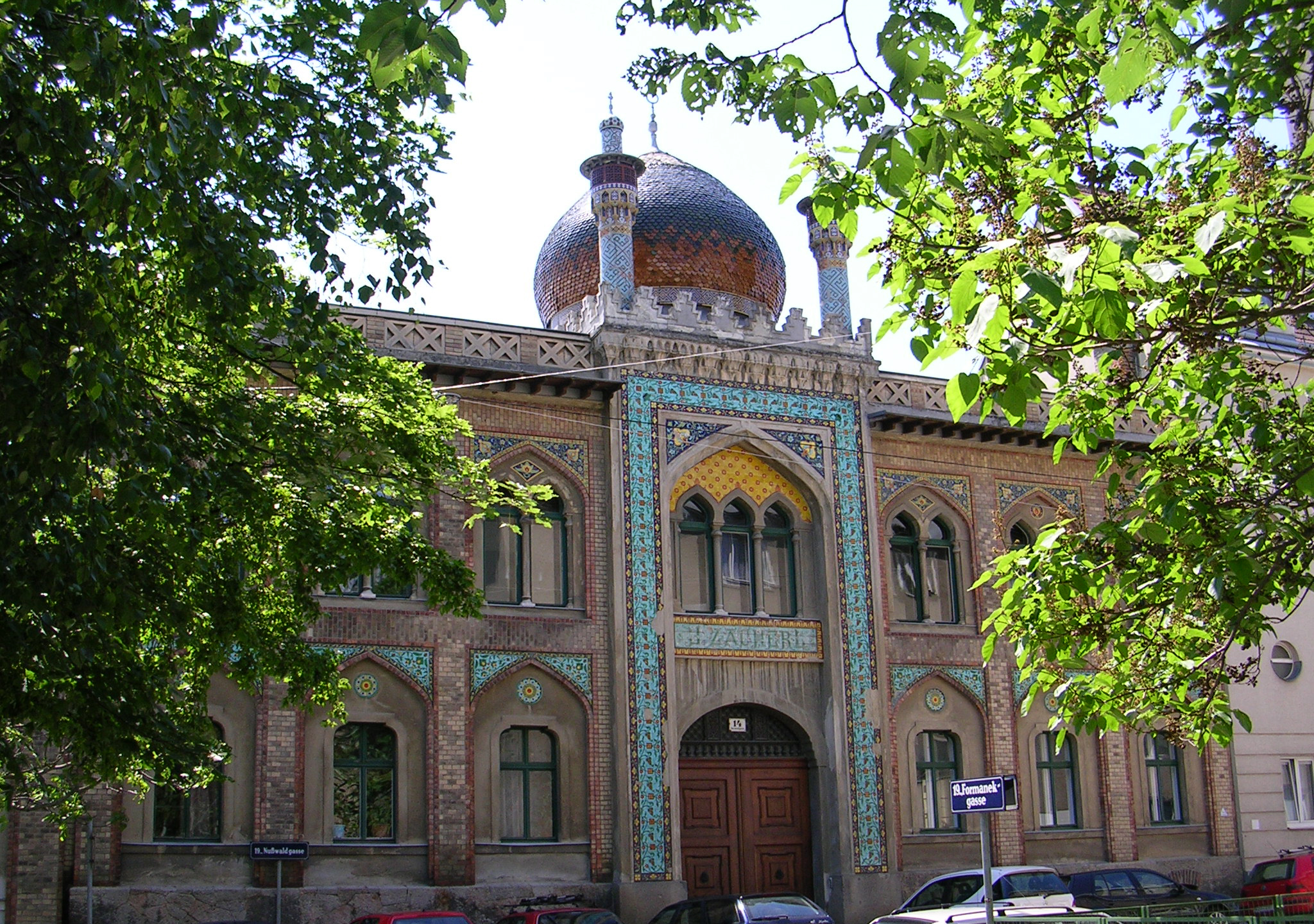
Zacherlfabrik (ehemalige Insektenpulverfabrik)

Die Wirtschaft des Bezirks Döbling war über Jahrhunderte vom Weinbau geprägt. Die Relevanz des Weinbaus spiegelt sich auch darin wider, dass aus dem Mittelalter die „Winzerzechen“ als einzige gesellschaftliche Organisation bekannt ist. Diese verhandelten über die Löhne der Arbeiter sowie die Weinpreise und kümmerten sich um die Mitglieder und Kirchen. Bis zur zweiten Hälfte des 19. Jahrhunderts basierte die Lebensgrundlage der Bewohner des Bezirkes auf dem Anbau und Verkauf von Wein. Zudem wurden Milch, Eier, Fleisch, Obst und Gemüse nach Wien geliefert. An den Bächen bestanden kleinere Mühlen, auf den Anhöhen auch Windmühlen. Bedeutung hatte ebenfalls der Sieveringer Steinbruch, der dem Magistrat Wien unterstand.
Ab der Mitte des 18. Jahrhunderts siedelten sich auch die ersten, größeren Gewerbe- und Industriebetriebe im Bezirksgebiet an, insbesondere in Nussdorf, Heiligenstadt und Oberdöbling. Ab 1800 entstanden eine ganze Reihe von Betrieben der Textil-, Leder- und Chemieindustrie. Auch Brauereien wurden in der ersten Hälfte des 19. Jahrhunderts in Grinzing, Nussdorf und Oberdöbling gegründet, wobei insbesondere jene in Nussdorf einen bedeutenden Aufschwung erlebte. Bis zum Ersten Weltkrieg blieb die Milchwirtschaft mit ihren Meiereien von Bedeutung, danach verschwand dieser Wirtschaftszweig rasant. Dafür stieg die Bedeutung der Heurigenbetriebe. Diese konnten sich im Gegensatz zu den Betrieben der umliegenden Bezirke halten, auch weil sich das steile Gelände in Döbling weniger zur Verbauung eignete.
Zu den wichtigsten Produktionsbetrieben gehörte ab dem Beginn des 20. Jahrhunderts die Automobilfabrik Gräf & Stift in Sievering. In Unterdöbling wiederum erlangte die Insektenpulverfabrik Zacherl große Bedeutung. Ein weiterer wichtiger Betrieb war die Maschinenfabrik Heinrich in Heiligenstadt. Nach dem Zweiten Weltkrieg änderten sich die Charakteristika des Bezirkes. Immer mehr produzierende Betriebe (u. a. Inführ Sekt nach Klosterneuburg) verließen den Bezirk.

### Unternehmen und Nahversorgung
Zu den bekanntesten noch bestehenden Betrieben gehören die Sektkellereien Kattus und Schlumberger. Unter Einbeziehung des Gebäudes einer ehemaligen Zigarettenpapierfabrik befindet sich am Kreilplatz das Einkaufszentrum Q19. Den Bewohnern von Döbling stehen zwei Märkte zur Verfügung: der Nussdorfer Markt und der Sonnbergmarkt.

### Verkehr

#### Öffentlicher Verkehr

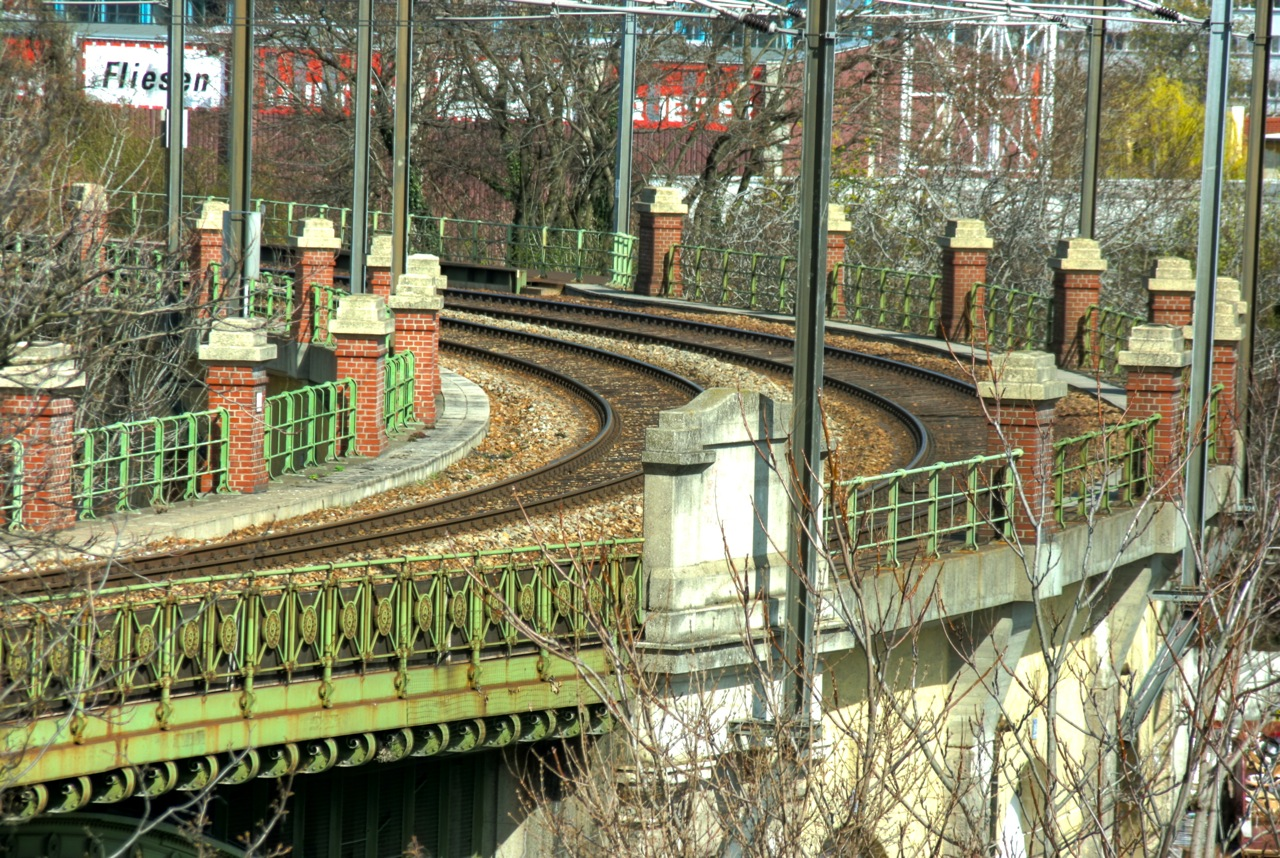
S-Bahn-Strecke auf Stadtbahnbögen in Heiligenstadt

Der öffentliche Verkehr in Döbling wurde 1811 durch eine Stellwagenlinie zwischen der Freyung und dem Heiligenstädter Bad begründet. Weitere Linien folgten nach Oberdöbling, Grinzing und Sievering. Die Stellwagen waren pferdebespannte Wagen mit etwa einem Dutzend Sitzen. 1869 wurde Oberdöbling durch die fünfte Linie der Wiener Pferdetramway an Wien angeschlossen, weitere Linien folgten. Zwischen 1885 und 1903 verkehrte vom Döblinger Gürtel nach Nussdorf auch eine Dampftramway. 1874 wurde die Zahnradbahn auf den Kahlenberg eröffnet, 1898 folgte die Eröffnung der Wiener Stadtbahn mit den Stationen der Vorortelinie Ober-Döbling, Unterdöbling (nicht mehr bestehend) und dem Bahnhof Heiligenstadt, an dem sich die Franz-Josefs-Bahn (ÖBB), die Vorortelinie (heute S45 der S-Bahn Wien, ÖBB) und der Stadtbahnast Friedensbrücke―Heiligenstadt der heutigen U-Bahn-Linie U4 (Wiener Linien) vereinigen. Der Bahnhof Heiligenstadt ist ein wichtiger Bahn- und Busknoten in Richtung Klosterneuburg und darüber hinaus. 
Neben der U-Bahn-Linie U4 führen verbinden den Bezirk die Linien der Straßenbahn 37 auf die Hohe Warte und 38 nach Grinzing, beide in der Innenstadt beim sogenannten Jonasreindl am Schottentor beginnend, sowie die vom Sonnwendviertel über den Hauptbahnhof und den Ring nach Nussdorf führende Linie D. Die Stadtbuslinien sind die Linien 35A über Neustift am Walde nach Salmannsdorf (von Spittelau) sowie 40A zum Döblinger Friedhof (vom Schottentor). Vom Bahnhof Heiligenstadt weg fahren die Linien 38A, wechselweise mit den Endstellen Wagenwiese, über Cobenzl auf den Kahlenberg und den Leopoldsberg, und 39A nach Sievering bzw. Neustift, Agnesgasse, sowie die Linien 5B zum Praterstern, 10A zur U-Bahn-Station Niederhofstraße (U6) und 11A zur U-Bahn-Station Vorgartenstraße (U1) bzw. U-Bahn-Station Stadion (U2).
Ebenfalls vom Bahnhof Heiligenstadt weg fahren die Regionalbusse der Linie 400 nach Klosterneuburg-Kierling Bahnhof an der Franz-Josefs-Bahn bzw. wechselweise weiter bis Maria Gugging Lourdesgrotte sowie die aufpreispflichtige Shuttle-Bus-Linie 142 nach Maria Gugging Campus (ISTA).

#### Straßen
Die bekannteste Straße in Döbling ist die Höhenstraße auf den Cobenzl, den Kahlenberg und den Leopoldsberg. Weitere wichtige Verbindungs- und Durchzugsstraßen sind die Krottenbachstraße, Billrothstraße, Döblinger Hauptstraße, Heiligenstädter Straße, Grinzinger Straße und Sieveringer Straße.
Die Pflasterung der Straßen im Bezirk setzte großflächig im letzten Drittel des 19. Jahrhunderts ein und wurde nach der Bezirksgründung fortgesetzt. Viele Bäume und Alleen wurden dem Straßenbau geopfert.

#### Ehemaliges Flugfeld
Nach dem Zweiten Weltkrieg existierte entlang des Donaukanals ein Flugfeld der US Army, das 1955 aufgelassen wurde.

### Bildung

#### Grund- und Sekundarstufe

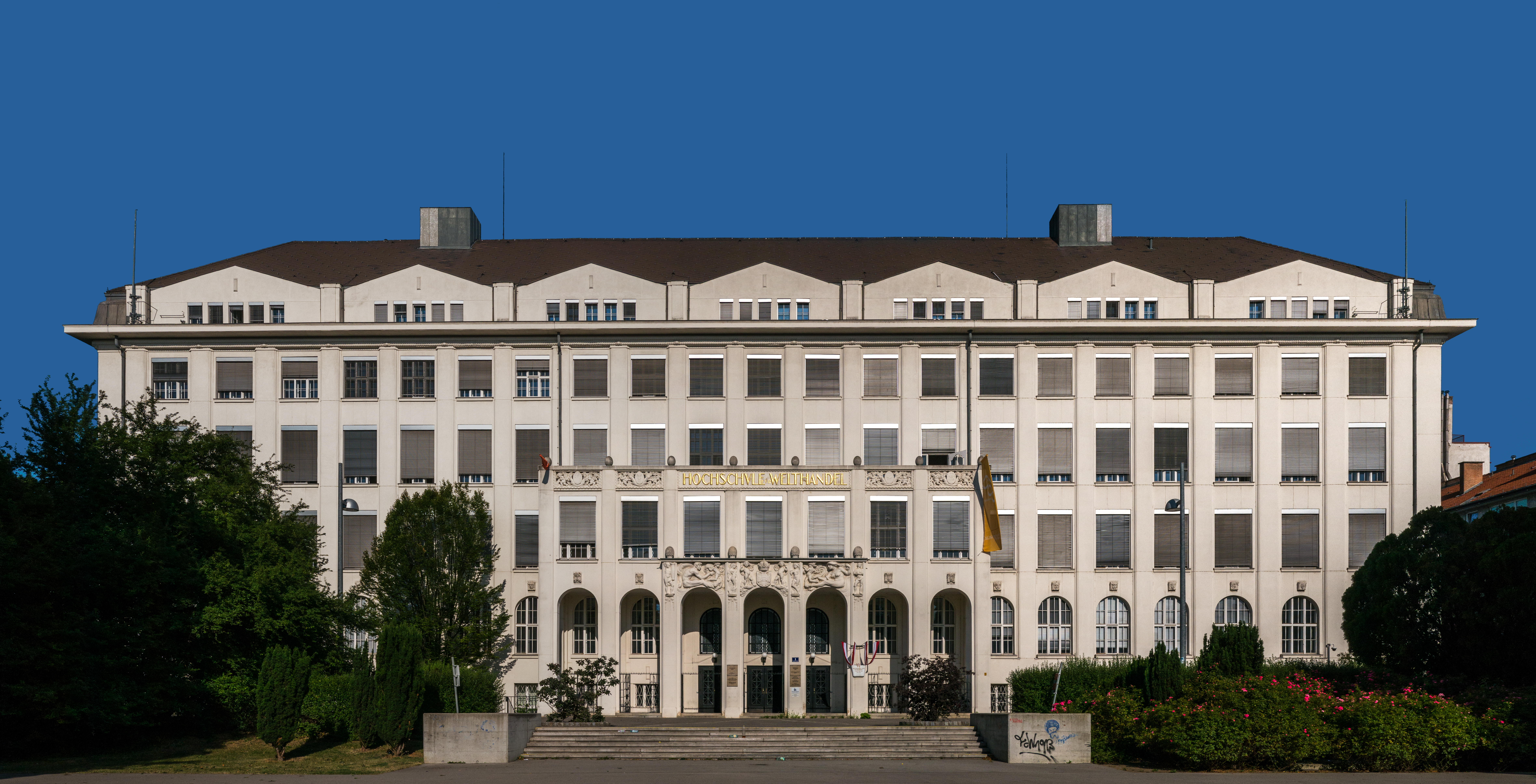
Ehemalige Hochschule für Welthandel

Im Jahre 1890 gab es erst eine Mittelschule im Bezirk, das Communal-Gymnasium in der Gymnasiumstraße. 1914 kam die Staats-Realschule in der Krottenbachstraße hinzu, 1935 das Billrothgymnasium in der Billrothstraße 26–30 und 1966 das Gymnasium in der Billrothstraße 73 (erster Leiter Max Sames). Der Bezirk verfügt über zahlreiche öffentliche und private Volks- und Hauptschulen und die Bildungsanstalt für Kindergartenpädagogik „Maria Regina“. Das pädagogische Programm Vienna Bilingual Schooling wird in drei Institutionen angeboten: in der Volksschule Grinzinger Straße, in der Hauptschule In der Krim und in der Oberstufe des Realgymnasiums Krottenbachstraße. Die Musikschule der Stadt Wien hat eine Betriebsstätte in der Döblinger Hauptstraße.
Vor allem für internationale Schüler besonders aus dem englischen Sprachraum bietet die private American International School Vienna in Salmannsdorf Bildungsmöglichkeiten vom Kindergarten bis zur High school in englischer Sprache an.

#### Hochschulen
Universitäre Einrichtungen siedelten sich Ende des 19. Jahrhunderts im Bezirk an. 1896 wurde die spätere Universität für Bodenkultur Wien am Linnéplatz eröffnet. 1916 wurde in der Franz-Klein-Gasse die 1898 gegründete k.k. Exportakademie angesiedelt, die 1919 zur Hochschule für Welthandel erhoben, 1975 in Wirtschaftsuniversität Wien umbenannt und 1982 in den 9. Bezirk verlegt wurde. Nach der Absiedlung der Universität blieben einige Einrichtungen der Wirtschaftsuniversität im Gebäude erhalten. Hauptsächlich genutzt wird es von der Universität Wien; hier befinden sich u. a. das Institut für Ur- und Frühgeschichte und das Institut für Klassische Archäologie. Im Gebäudeteil an der Gymnasiumstraße befindet sich das Zentrum für Translationswissenschaften der Universität Wien.
2007 wurde auf dem Kahlenberg die Modul University Vienna, eine Privatuniversität der Wirtschaftskammer Wien mit englischer Unterrichtssprache, eröffnet. 
Die Lauder Business School ist eine private Fachhochschule, die wirtschaftswissenschaftliche Lehrgänge in englischer Sprache anbietet.

#### Volksbildung

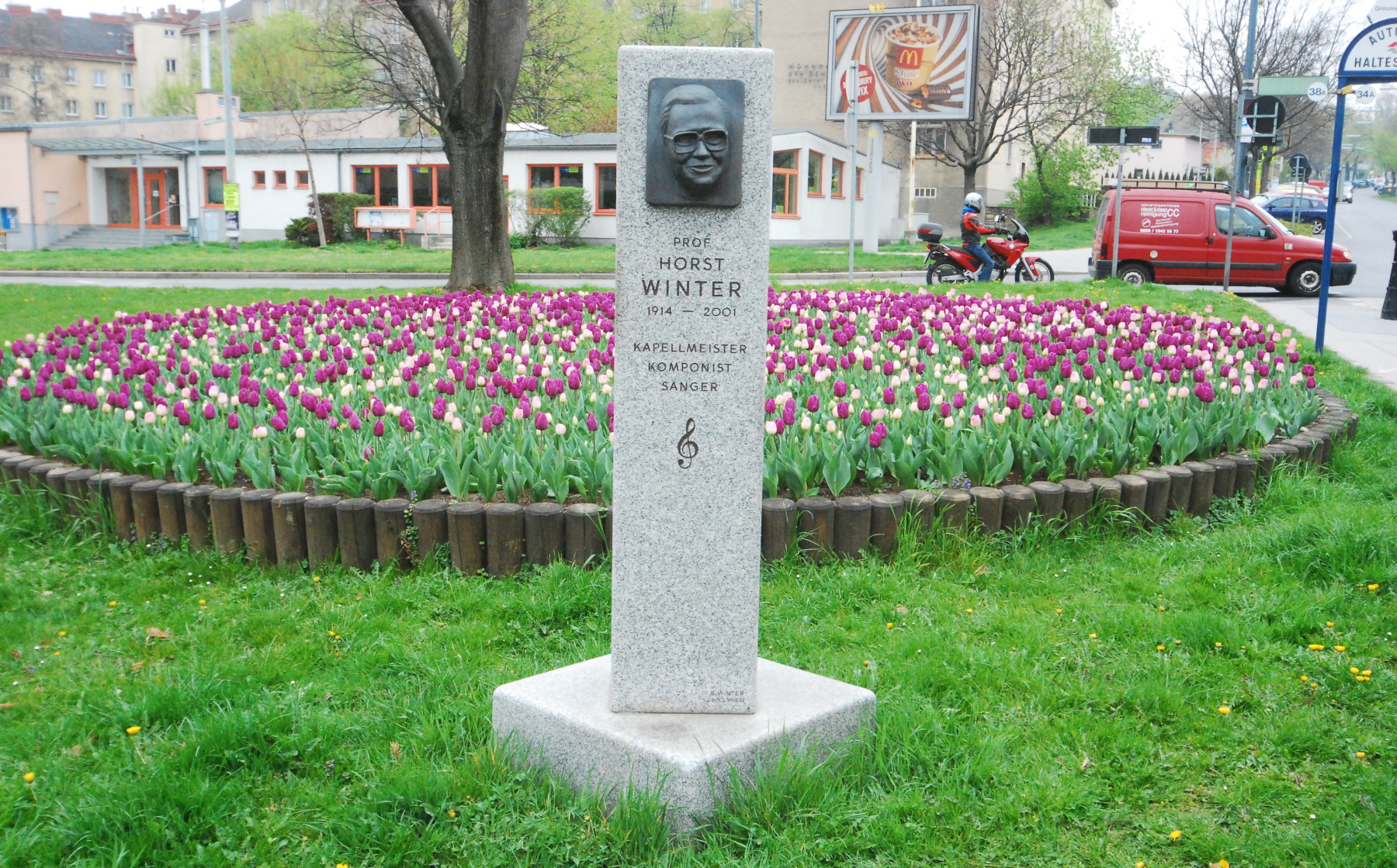
Gedenkstein für den Horst Winter an der Grinzinger Straße / Ecke Heiligenstädter Straße mit dem Veranstaltungszentrum Heiligenstadt im Hintergrund

Die Wiener Volkshochschulen betreiben Veranstaltungszentren in Oberdöbling (Gatterburggasse 2a) und Heiligenstadt (Heiligenstädter Straße 155, Ecke Grinzinger Straße). An letzterem Standort ist eine Zweigstelle der Städtischen Büchereien untergebracht, eine weitere befindet sich in der Billrothstraße 32.

### Gesundheitswesen
An Privatkrankenhäusern gibt es in Döbling das Rudolfinerhaus in der Billrothstraße und die Privatklinik Döbling in der Heiligenstädter Straße.

## Persönlichkeiten
Zahlreiche Persönlichkeiten, insbesondere Künstler, lebten und arbeiteten in Döbling. So wohnte auf der Hohen Warte (Wollergasse) bis 1938 der Dichter Franz Werfel mit seiner Frau Alma Mahler-Werfel. Ihr Nachbar war der Maler und Mahler-Werfels Stiefvater Carl Moll, dessen Bilder heute im Döblinger Bezirksmuseum hängen. Auch Koloman Moser, der Mitbegründer der Wiener Secession, lebte in unmittelbarer Nachbarschaft. Paula von Preradović, die Dichterin und Autorin der Bundeshymne Land der Berge, Land am Strome, wohnte in der Döblinger Osterleitengasse. Nach dem Komponisten Hugo Wolf wurde ein Park an der Krottenbachstraße benannt.
Zahlreiche Schauspielerinnen und Schauspieler lebten in Döbling, so etwa die Burgschauspielerin Rosa Albach-Retty, Großmutter der bekannten Filmschauspielerin Romy Schneider. Burgschauspieler Werner Krauß wohnte bis zu seinem Tod in der Iglaseegasse. Das Ehepaar Paula Wessely und Attila Hörbiger war in Grinzing daheim. Auch Oscarpreisträger Christoph Waltz verbrachte seine Kindheit im Elternhaus an der Grinzinger Straße; er besuchte hier unter anderem das Billrothgymnasium, wo er auch maturierte.
In dem seit 1996 in Helmut-Qualtinger-Hof umbenannten Gemeindebau zwischen Grinzinger Allee und Sieveringer Straße wohnten zahlreiche namhafte Künstler und Politiker: der Schriftsteller Reinhard Federmann, die Kinderbuchautorin und Schriftstellerin Friedl Hofbauer, die Schauspielerin Louise Martini, die Volksschauspielerin Helmi Mareich, der Schauspieler Ernst Meister, der Schauspieler und ORF-Generalintendant Teddy Podgorski, der Schauspieler, Schriftsteller und Kabarettist Helmut Qualtinger, der Wienerlied-Komponist Sepp Fellner (an den eine Gedenktafel erinnert) sowie der Komponist Karl Grell (an den ein Gedenkstein erinnert). Den höchsten Bekanntheitsgrad erreichten jedoch die Musiker, die in Döbling lebten und wirkten. So spielten Johann Strauss (Vater) und Johann Strauss (Sohn) sowie Joseph Lanner im Casino Zögernitz auf, Lanners Wohn- und Sterbehaus befand sich in der Gymnasiumstraße. An der Stelle seines Hauses steht heute ein Gymnasium, in dem die Nobelpreisträger Richard Kuhn und Wolfgang Pauli ausgebildet wurden. Heinz Kohut und Karl Menger maturierten hier.
Das Multitalent Peter Alexander lebte bis zu seinem Tod in Döbling. Am Standort des Studentenheimes Haus Döbling befand sich einst die Villa eines berühmten Wieners, des Großindustriellen und Besitzers der Ottakringer Brauerei, Kuffner. Zu den politischen Persönlichkeiten des Bezirkes gehörten Josef Hindels (Freiheitskämpfer und Gewerkschafter), Elisabeth Hlavac (Nationalratsabgeordnete), Erika Seda (Nationalratsabgeordnete und Bundesrätin), Johann Koplenig (Vizekanzler 1945 und Vorsitzender der KPÖ), Bruno Kreisky (Bundeskanzler), Karl Maisel (Gewerkschafter und Sozialminister), Heinrich Neisser (Minister und 2. Nationalratspräsident), Rudolf Sarközi (Vertreter der österreichischen Roma), Josef Taus (Nationalratsabgeordneter und Staatssekretär) sowie Franz Vranitzky (Bundeskanzler) und Ernst Wimmer (Marxistischer Theoretiker und Chefideologe der KPÖ).

### Hier geboren
- Ambros Rieder (1771–1855), Komponist und Organist
- Karl Alois Wucherer von Huldenfeld (1845–1914), Hofbeamter und Großkomtur des Deutschen Ritterordens
- Hans Klohß (1869–1954), österreichisch-deutscher Landschaftsmaler
- Fritz Novotny (1940–2019), Jazzmusiker und Komponist
- Gerhard Jandl (* 1962), Diplomat

## Städtepartnerschaften
Setagaya, Tokio, seit 1984/1985

## Filme
- Mein Döbling. Folge 11 aus der ORF-Bezirksdokureihe Mein Bezirk von Chico Klein, Österreich 2015.[19][20]